# انسحاب المملكة المتحدة من الاتحاد الأوروبي
اِنسحابُ المملكةِ المتحدةِ من الاتِّحادِ الأُورُبِّيِّ أو البرِيكْسِت (بالإنجليزية: Brexit) جاءَ بعد الاستفتاء الذي حصل في 23 يونيو 2016، حيث صوت 51.9 في المائة لصالح الانسحاب. ودعا إلى الانسحاب المشككون في وحدة أوروبا سواء الجناح اليساري أو الجناح اليميني في حين أن المؤيدين لوحدة أوروبا والذين يمتلكون شعبية سياسية قد دعوا إلى استمرار العضوية.
انضمت المملكة المتحدة إلى الجماعات الأوروبية في عام 1973 في ظل حكومة المحافظين إدوارد هيث مع استمرار العضوية التي أقرها الاستفتاء في عام 1975. في السبعينات والثمانينات كان الانسحاب من المجتمعات الأوروبية أساسا من اليسار السياسي مع بيان حزب العمال للانتخابات لعام 1983 الذي يدعو إلى الانسحاب الكامل. وفي أواخر الثمانينيات من القرن العشرين نمت معارضة تنمية الاتحاد الأوروبي إلى اتحاد سياسي بشكل متزايد بينما أصبحت مارغريت ثاتشر (على الرغم من إنها من المؤيدين الرئيسيين للسوق الأوروبية الموحدة) متناقضة بشكل متزايد تجاه أوروبا. ومنذ عقد التسعينات من القرن الماضي جاءت المعارضة من أجل المزيد من التكامل الأوروبي بشكل أساسي من اليمين وأدت الانقسامات داخل حزب المحافظين إلى التمرد على معاهدة ماستريخت في عام 1992.
كان حزب استقلال المملكة المتحدة مؤيدًا رئيسيًا لاستفتاء آخر حول استمرار العضوية في ما أصبح الآن الاتحاد الأوروبي وقد أدت شعبية الحزب المتزايدة في أوائل عام 2010 إلى جعل حزب استقلال المملكة المتحدة أكثر أنجح حزب بريطاني في انتخابات برلمان الاتحاد الأوروبي عام 2014. تعهد رئيس الوزراء المحافظ ديفيد كاميرون خلال الحملة الانتخابية لعام 2015 بالمملكة المتحدة بإجراء استفتاء جديد - وهو الوعد الذي حققه في عام 2016 بعد الضغط من الجناح المستقبلي في حزبه. استقال كاميرون الذي قام بحملة للبقاء بعد النتيجة وخلفه تيريزا ماي وزيرة الداخلية السابقة. دعت إلى انتخابات عامة مبكرة بعد أقل من عام لكنها خسرت أغلبيتها الإجمالية. تم دعم حكومتها للأقلية في التصويتات الرئيسية من قبل الحزب الديمقراطي الوحدوي.
في 29 مارس 2017 احتجت حكومة المملكة المتحدة بالمادة 50 من معاهدة الاتحاد الأوروبي. من المقرر أن تغادر المملكة المتحدة الاتحاد الأوروبي في 29 مارس 2019 في الساعة 11:00 بتوقيت المملكة المتحدة عندما تنتهي فترة التفاوض على اتفاقية الانسحاب ما لم يتم الاتفاق على تمديد. قد يعلن نية الحكومة عدم السعي للحصول على عضوية دائمة في السوق الأوروبية الموحدة أو الاتحاد الجمركي الأوروبي بعد مغادرة الاتحاد الأوروبي ووعد بإلغاء قانون الجماعات الأوروبية لعام 1972 ودمج قانون الاتحاد الأوروبي الحالي في القانون المحلي البريطاني. أسست إدارة حكومية جديدة وهي إدارة الخروج من الاتحاد الأوروبي في يوليو 2016. وبدأت المفاوضات مع الاتحاد الأوروبي بشكل رسمي في شهر يونيو 2017 بهدف إتمام اتفاقية الانسحاب بحلول أكتوبر 2018. وفي يونيو 2018 نشرت المملكة المتحدة والاتحاد الأوروبي تقرير مرحلي مشترك يحدد اتفاقا حول القضايا بما في ذلك الجمارك وضريبة القيمة المضافة ومعاهدة يوراتوم. وفي يوليو 2018 وافق مجلس الوزراء على خطة لعبة الداما وهي مخطط للمقترحات المقدمة من حكومة المملكة المتحدة. في نوفمبر 2018 نشرت مسودة اتفاقية الانسحاب والإعلان السياسي الموجز المتفق عليه بين حكومة المملكة المتحدة والاتحاد الأوروبي. في 15 يناير 2019 صوت مجلس العموم بأغلبية 432 صوتاً مقابل 202 مقابل الصفقة وهي أكبر هزيمة برلمانية لحكومة بريطانية حاكمة في التاريخ.
الإجماع الواسع بين الاقتصاديين هو أن خروج بريطانيا من الاتحاد الأوروبي من المرجح أن يقلل من دخل الفرد الحقيقي في المملكة المتحدة على المدى المتوسط والطويل وأن استفتاء خروج بريطانيا نفسه قد أضر بالاقتصاد. تظهر الدراسات حول الآثار منذ الاستفتاء خسائر سنوية تبلغ 404 جنيهات إسترلينية للأسر المعيشية العادية في المملكة المتحدة من التضخم المتزايد والخسائر بين 2 و2.5 في المائة من الناتج المحلي الإجمالي في المملكة المتحدة. من المرجح أن يحد الخروج البريطاني من الهجرة من دول المنطقة الاقتصادية الأوروبية إلى المملكة المتحدة ويطرح تحديات أمام التعليم العالي في المملكة المتحدة والأبحاث الأكاديمية. اعتبارا من نوفمبر 2018 لا يزال حجم «فاتورة الطلاق» - وراثة المملكة المتحدة لاتفاقيات التجارة الأوروبية الحالية - والعلاقات مع أيرلندا والدول الأخرى الأعضاء في الاتحاد الأوروبي غير مؤكدة. يعتمد التأثير الدقيق على المملكة المتحدة على ما إذا كانت العملية ستكون انسحاب «صلب» أم «لين». وجد التحليل الذي أجرته وزارة الخزانة البريطانية أنه ليس من المتوقع أن يؤدي أي تغيير في خروج بريطانيا إلى تحسين الوضع الاقتصادي في المملكة المتحدة. قدّر منشور الوزارة في نوفمبر 2018 بشأن التأثير المحتمل لمقترح لعبة الداما أنه خلال 15 عامًا سيكون الاقتصاد البريطاني أسوأ بنسبة 3.9٪ مقارنة بالبقاء في الاتحاد الأوروبي.

## المصطلحات وعلم أصل الكلمة
في أعقاب الاستفتاء في 23 يونيو 2016 دخلت العديد من القطع الجديدة ذات الصلة بلغة انسحاب المملكة المتحدة من الاتحاد الأوروبي حيز الاستخدام الشعبي.
مساندةمصطلح يشير إلى اقتراح الحكومة الإبقاء على أيرلندا الشمالية في بعض جوانب الاتحاد الجمركي للاتحاد الأوروبي والسوق الموحدة الأوروبية لمنع الحدود الصلبة في أيرلندا حتى لا تتنازل عن اتفاق الجمعة العظيمة. (انظر السؤال الحدودي الايرلندي.) من حيث المبدأ هو تدبير مؤقت في حين أن المملكة المتحدة تحدد وتطور التكنولوجيا التي تدير الجمارك والضرائب وغيرها من الضوابط بين المملكة المتحدة والاتحاد الأوروبي دون أي بنية حدودية واضحة ويجب أن يكون هناك الامتثال للمادة 10 من قانون الاتحاد الأوروبي (الانسحاب) لعام 2018 بشأن «مواصلة التعاون بين الشمال والجنوب ومنع ترتيبات الحدود الجديدة».
الانسحاب الأعمى أو معصوب العينين للمملكة المتحدة من الاتحاد الأوروبينقش في سبتمبر 2018 لوصف سيناريو تركت فيه المملكة المتحدة الاتحاد الأوروبي دون توضيح شروط اتفاق تجاري في المستقبل. سيكون لدى المفاوضين الأوروبيين والبريطانيين حتى 31 ديسمبر 2020 التوقيع على اتفاق تجاري في المستقبل وفي هذه الأثناء ستبقى المملكة المتحدة فعليًا عضوا في الاتحاد الأوروبي ولكن بدون حقوق تصويت.
انسحاب المملكة المتحدة من الاتحاد الأوروبي انسحاب المملكة المتحدة من الاتحاد الأوروبي (مثل البديل المبكر Brixit) هو لفظ منحوت من «بريطانيا» و«الخروج». في الاستخدام الشائع تم اشتقاقها عن طريق التشبيه من Grexit مشيرة إلى انسحاب افتراضي لليونان من منطقة اليورو (وربما الاتحاد الأوروبي أيضًا). في الوقت الحاضر هو وشيك بموجب معاهدات الاتحاد الأوروبي وقوانين البرلمان البريطاني والمفاوضات الجارية بموجبها. ومع ذلك فإن مصطلح انسحاب المملكة المتحدة من الاتحاد الأوروبي قد يكون قد استخدم لأول مرة في إشارة إلى احتمال انسحاب المملكة المتحدة من الاتحاد الأوروبي بواسطة بيتر ويلدينغ في منشور بمدونة يورأكتيف في 15 مايو 2012 (حسب قاموس أكسفورد الإنجليزي).
مؤيدو انسحاب المملكة المتحدة من الاتحاد الأوروبييشار إلى أولئك الذين يؤيدون الخروج البريطاني في بعض الأحيان باسم مؤيدو الانسحاب أو بريكستير "Brexiteers" أو "Brexiters". بدلا من ذلك تم استخدام مصطلح «راحلون» "Leavers" أيضا في وسائل الإعلام.
كندا بلسهذا اختزال لنموذج تترك فيه المملكة المتحدة الاتحاد الأوروبي وتوقع اتفاقية تجارة حرة. وهذا من شأنه أن يسمح للمملكة المتحدة بالسيطرة على سياستها التجارية الخاصة مع دول خارج الاتحاد الأوروبي ولكن يتطلب ذلك التوصل إلى اتفاقيات قواعد المنشأ بالنسبة للتجارة بين المملكة المتحدة والاتحاد الأوروبي. ومن المحتمل أن يؤدي ذلك إلى أن تكون التجارة «أقل» حرية من الانضمام إلى «رابطة التجارة الحرة الأوروبية» وأن تؤدي إلى فرض ضوابط إضافية على الحدود وهي قضية خلاف خاصة في جزيرة أيرلندا. استغرقت صفقة الاتحاد الأوروبي الكندي 7 سنوات للتفاوض لكن مؤيدو الانسحاب يجادلون بأن الأمر سيستغرق وقتًا أقل بكثير بين المملكة المتحدة والاتحاد الأوروبي حيث يتحدان المشاركين بالفعل بشأن المعايير التنظيمية.
خطة لعبة الداماالاسم المختصر الذي قدمته وسائل الإعلام إلى إطار العلاقة المستقبلية بين المملكة المتحدة والاتحاد الأوروبي. الورقة البيضاء التي وضعتها الحكومة في خطة لعبة الداما ونشرت في 12 يوليو 2018 والتي تحدد نوع العلاقة التي تريدها حكومة المملكة المتحدة مع الاتحاد الأوروبي بعد خروج بريطانيا من الاتحاد الأوروبي. في 22 نوفمبر 2018 نشرت الحكومة المسودة المحدثة.
فاتورة الطلاقمن المتوقع أن تساهم المملكة المتحدة في الالتزامات المالية التي وافقت عليها بينما لا تزال عضوًا في الاتحاد الأوروبي ولكنها لا تزال معلقة. في المرحلة الأولى من المفاوضات تمت الإشارة إلى المبلغ الإجمالي على أنه التسوية المالية الفردية أو التسوية فقط. خاصة في وسائل الإعلام هذا ما يسمى فاتورة الخروج أو فاتورة الطلاق في حين يتحدث الاتحاد الأوروبي عن تسوية الحسابات. أثناء عمله كوزير لانسحاب المملكة المتحدة من الاتحاد الأوروبي قال دومينيك راب أن المملكة المتحدة لن تدفع تسويتها المالية إلى الاتحاد الأوروبي في سيناريو عدم التعامل. تنص اتفاقية الانسحاب التي نُشرت في نوفمبر 2018 على أن المساهمة المالية ستكون 39 مليار جنيه إسترليني.
انسحاب صلب أو لين/ناعمانسحاب صلب أو لين للمتحدة المتحدة من الاتحاد الأوروبي هي مصطلحات غير رسمية تستخدمها وسائل الإعلام الإخبارية لوصف العلاقة المستقبلية بين المملكة المتحدة والاتحاد الأوروبي بعد الانسحاب. يشير خروج المملكة المتحدة من الاتحاد الأوروبي عادة إلى مغادرة المملكة المتحدة للاتحاد الأوروبي والسوق الأوروبية الموحدة مع صفقات قليلة أو معدومة (التجارة أو غير ذلك) مما يعني أن التجارة ستتم وفق قواعد منظمة التجارة العالمية. ولن يتم توفير الخدمات من قبل وكالات الاتحاد الأوروبي (مثل وكالة سلامة الطيران الأوروبية). يشمل الانسحاب اللين أي صفقة تنطوي على الاحتفاظ بالعضوية في السوق الأوروبية الموحدة وعلى الأقل بعض الحركة الحرة للأشخاص وفقًا لقواعد المنطقة الاقتصادية الأوروبية. احتضنت «خطة لعبة الداما» من تيريزا ماي بعض جوانب الانسحاب اللين. لاحظ أن المنطقة الاقتصادية الأوروبية والصفقة مع سويسرا تحتويان على حرية حركة كاملة للأشخاص وأن الاتحاد الأوروبي أراد أن يتم تضمين ذلك في صفقة مع المملكة المتحدة في مجال التجارة الحرة تمامًا.
يدير بدون صفقة«يدير بدون صفقة لانسحاب المملكة المتحدة من الاتحاد الأوروبي» أو «لم يتم إبرام صفقة انسحاب المملكة المتحدة من الاتحاد الأوروبي» تم استخدامه بشكل متزايد قرب نهاية عام 2018 فيما يتعلق بالسلسلة المعقدة من القرارات السياسية والقانونية والتقنية اللازمة في حالة عدم وجود معاهدة اتفاق انسحاب مع الاتحاد الأوروبي عندما تخرج المملكة المتحدة بموجب إشعار الانسحاب بموجب المادة 50.
نموذج النرويجهذا اختزال لنموذج حيث تترك المملكة المتحدة الاتحاد الأوروبي ولكنها تصبح عضوًا في رابطة التجارة الحرة الأوروبية والمنطقة الاقتصادية الأوروبية. وهذا من شأنه أن يسمح للمملكة المتحدة بالبقاء في السوق الموحدة ولكن دون الاضطرار إلى الخضوع لسياسة المصايد المشتركة والسياسة الزراعية المشتركة ومحكمة العدل الأوروبية. ستخضع المملكة المتحدة لمحكمة رابطة التجارة الحرة الأوروبية وتحويل قدر كبير من قانون الاتحاد الأوروبي إلى قانون المملكة المتحدة وليس لها رأي يذكر في صياغة قواعد الاتحاد الأوروبي (وبعضها ستضطر المملكة المتحدة إلى القيام به). كما يتعين على المملكة المتحدة السماح بحرية التنقل بين الاتحاد الأوروبي والمملكة المتحدة وهو الأمر الذي كان يُنظر إليه على أنه قضية خلافية رئيسية في الاستفتاء.
الماكثونيشار إلى أولئك الذين يؤيدون بقاء المملكة المتحدة في الاتحاد الأوروبي باسم «الماكثون». يستخدم في بعض الأحيان مصطلح مهين ريموانر "Remoaner" (وهو لفظ منحوت من الماكثون والنواح) من قبل وسائل الإعلام المؤيدة للانسحاب.

## خلفية
وقعت الدول الأوروبية «الداخلية السادسة» معاهدة باريس في عام 1951 التي أسست الجماعة الأوروبية للفحم والصلب. اعتبر مؤتمر ميسينا لعام 1955 أن المجلس الأوروبي لنظم التحكم الإلكترونية كان ناجحًا وعزم على توسيع المفهوم أكثر مما أدى إلى اتفاقية روما لعام 1957 التي أنشأت السوق الأوروبية المشتركة والجماعة الأوروبية للطاقة الذرية. في عام 1967 أصبحت تعرف باسم المجتمعات الأوروبية. حاولت المملكة المتحدة الانضمام في 1963 و1967 ولكن تم رفض طلبها من قبل رئيس فرنسا شارل ديغول. بعد تنازل ديغول عن الرئاسة الفرنسية نجحت المملكة المتحدة في طلب العضوية ووقع رئيس الوزراء المحافظ إدوارد هيث على معاهدة الانضمام في عام 1972. أقر البرلمان قانون الجماعات الأوروبية في وقت لاحق من ذلك العام وانضمت المملكة المتحدة إلى الدنمارك وأيرلندا لتصبح عضوًا في المفوضية الأوروبية في 1 يناير 1973.
طعن حزب العمال المعارض في الانتخابات العامة التي أجريت في أكتوبر 1974 بالتزامه بإعادة التفاوض حول شروط عضوية بريطانيا في المفوضية الأوروبية معتبراً إياها غير مؤاتية ومن ثم إجراء استفتاء عام حول ما إذا كان سيبقى في المفوضية الأوروبية بشروط جديدة. بعد فوز حزب العمال في الانتخابات أجرت المملكة المتحدة أول استفتاء وطني لها وسألت ما إذا كان ينبغي على المملكة المتحدة البقاء في المجتمعات الأوروبية في عام 1975. على الرغم من الانقسام الكبير داخل حزب العمال الحاكم فإن جميع الأحزاب السياسية الرئيسية والصحافة السائدة المدعومة طالبت باستمرار العضوية في الجماعة الأوروبية. في 5 يونيو 1975 صوت 67.2 في المائة من الناخبين وجميع مقاطعات ومناطق المملكة المتحدة باستثناء مقاطعتين اثنتين للبقاء فيها ويبدو أن مساندو خروج المملكة المتحدة من المفوضية الأوروبية في عام 1975 لا علاقة له بمساندو الانسحاب في عام 2016.

مقارنة نتائج استفتائي 1975 و2016.

قام حزب العمال بحملة في الانتخابات العامة التي أجريت عام 1983 بسبب التزامه بالانسحاب من المفوضية الأوروبية دون إجراء استفتاء على الرغم من أنه بعد هزيمة ثقيلة قام حزب العمال بتغيير سياسته. في عام 1985 صادقت حكومة تاتشر على القانون الأوروبي الموحد - أول مراجعة رئيسية لاتفاقية روما - دون استفتاء.
في أكتوبر 1990 تحت ضغط من كبار الوزراء وعلى الرغم من تحفظات مارغريت ثاتشر العميقة انضمت المملكة المتحدة إلى آلية سعر الصرف الأوروبية مع الجنيه الإسترليني مربوط إلى المارك الألماني. استقالت تاتشر كرئيسة للوزراء في الشهر التالي وسط انقسامات حزب المحافظين التي نتجت جزئياً عن وجهات نظرها المتزايدة في أوروبا. واضطرت المملكة المتحدة وإيطاليا إلى الانسحاب من إدارة مخاطر المؤسسات في سبتمبر 1992 بعد تعرض الجنيه الإسترليني والليرة لضغوط من المضاربة على العملات («الأربعاء الأسود»).
بموجب معاهدة ماستريخت أصبحت الجماعات الأوروبية الاتحاد الأوروبي في 1 نوفمبر 1993 مما يعكس تطور المنظمة من الاتحاد الاقتصادي إلى اتحاد سياسي. أجرت الدنمارك وفرنسا وجمهورية أيرلندا استفتاءات للتصديق على معاهدة ماستريخت. وفقا للاتفاقية الدستورية البريطانية وبالتحديد على أساس السيادة البرلمانية لم يكن التصديق في المملكة المتحدة خاضعا للموافقة من خلال الاستفتاء. وعلى الرغم من ذلك كتب المؤرخ الدستوري البريطاني فيرنون بوغدانور في ذلك الوقت أن هناك «مبررات دستورية واضحة لطلب الاستفتاء» لأنه على الرغم من أن النواب يعهدون بالسلطة التشريعية فإنهم لا يمنحون سلطة نقل تلك السلطة (المملكة المتحدة). الاستفتاءات الثلاث السابقة المعنية جميع نقل السلطات البرلمانية). علاوة على ذلك بما أن التصديق على المعاهدة كان في بيان الأحزاب السياسية الرئيسية الثلاثة لم يكن لدى الناخبين المعارضين للتصديق أي طريقة للتعبير عن هذه المعارضة. بالنسبة إلى بوغدانور في حين أن تصديق مجلس العموم على المعاهدة قد يكون قانونياً فإنه لن يكون مشروعاً - الأمر الذي يتطلب الموافقة الشعبية. وقال أن الطريقة التي تم بها التصديق على المعاهدة «من المحتمل أن يكون لها عواقب أساسية لكل من السياسة البريطانية وعلاقات بريطانيا مع الجماعة الأوروبية». أدى هذا العجز الديمقراطي المتصور مباشرة إلى تشكيل حزب الاستفتاء وحزب استقلال المملكة المتحدة.

### حزب الاستفتاء والمجلس
في عام 1994 قام السير جيمس جولدسميث بتشكيل حزب الاستفتاء لخوض الانتخابات العامة عام 1997 على منصة لتقديم استفتاء حول طبيعة علاقة المملكة المتحدة مع الاتحاد الأوروبي. قدم الحزب مرشحين في 547 دائرة انتخابية في تلك الانتخابات وفاز 810.860 صوتا - 2.6 في المائة من مجموع الأصوات المدلى بها - ولكنه فشل في الفوز بمقعد برلماني واحد بسبب انتشار التصويت في جميع أنحاء البلاد. حل حزب الاستفتاء بعد وفاة جولدسميث في عام 1997.
تم تشكيل حزب استقلال المملكة المتحدة وهو حزب سياسي يستمد قوته من الشكوكية الأوروبية في عام 1993. حقق المركز الثالث في المملكة المتحدة خلال الانتخابات الأوروبية عام 2004 والمركز الثاني في الانتخابات الأوروبية لعام 2009 والمركز الأول في الانتخابات الأوروبية 2014 مع 27.5 في المائة من مجموع الأصوات. كانت هذه هي المرة الأولى منذ الانتخابات العامة عام 1910 التي حصل فيها أي حزب آخر غير حزب العمال أو المحافظين على الحصة الأكبر من الأصوات في انتخابات وطنية. تم توثيق النجاح الذي حققه حزب استقلال المملكة المتحدة في الانتخابات الأوروبية 2014 باعتباره أقوى ارتباط بين الدعم لحملة الانسحاب في استفتاء عام 2016.
فاز حزب استقلال المملكة المتحدة بانتخابات ثانوية (نجمت عن انشقاق أعضاء البرلمان المحافظين) في 2014 وفي الانتخابات العامة لعام 2015 حيث حصل الحزب على 12.6 في المائة من مجموع الأصوات وحصل على واحد من المقعدَين اللذين فاز بهما في عام 2014.

### استطلاعات الرأي 1977-2015
حظيت كل من الآراء المؤيدة والمعارضة للاتحاد الأوروبي بدعم الأغلبية في أوقات مختلفة منذ عام 1977. في استفتاء عضوية الجماعات الأوروبية لعام 1975 فضل ثلثا الناخبين البريطانيين استمرار عضوية المجلس الأوروبي.
في تحليل إحصائي نُشر في أبريل 2016 وصف البروفيسور جون كورتيس من جامعة ستراثكلايد الشكوكية الأوروبية بأنها الرغبة في قطع أو تخفيض سلطات الاتحاد الأوروبي وعلى العكس من ذلك فإن أوروبفيل تعني الرغبة في الحفاظ على صلاحيات الاتحاد الأوروبي أو زيادتها. ووفقًا لهذا التعريف أظهرت الدراسات الاستطلاعية للموقف الاجتماعي البريطاني زيادة في نسبة التوقعات الأوروبية من 38٪ في عام 1993 إلى 65٪ في عام 2015. ومع ذلك لا ينبغي الخلط بين الرغبة في التوجه الأوروبي والرغبة في مغادرة الاتحاد الأوروبي: أظهر استطلاع للفترة من يوليو إلى نوفمبر 2015 أن 60 في المائة يؤيد خيار الاستمرار كعضو في الاتحاد الأوروبي و30 في المائة يؤيدون خيار الانسحاب.

## استفتاء عام 2016

### المفاوضات لإصلاح الاتحاد الأوروبي
في عام 2012 رفض رئيس الوزراء ديفيد كاميرون في البداية دعوات لإجراء استفتاء حول عضوية المملكة المتحدة في الاتحاد الأوروبي ولكنه اقترح بعد ذلك إمكانية إجراء استفتاء في المستقبل لتأييد إعادة التفاوض المقترحة على علاقة بريطانيا بالاتحاد الأوروبي. وفقًا لهيئة الإذاعة البريطانية "أقر رئيس الوزراء بالحاجة إلى ضمان أن يكون موقف المملكة المتحدة [الذي أعيد التفاوض بشأنه] داخل الاتحاد الأوروبي بمثابة" الدعم الكامل للشعب البريطاني" ولكنهم كانوا بحاجة إلى إظهار "الصبر التكتيكي والإستراتيجي". تحت ضغط من العديد من نوابه ومن صعود حزب استقلال المملكة المتحدة في يناير 2013 أعلن كاميرون أن حكومة المحافظين ستجري استفتاءًا داخليًا على عضوية الاتحاد الأوروبي قبل نهاية عام 2017 في حزمة إعادة التفاوض إذا انتخب في الانتخابات العامة في 7 مايو 2015. تم تضمين هذا في بيان حزب المحافظين للانتخابات.
فاز حزب المحافظين في الانتخابات بأغلبية. بعد ذلك بقليل تم تقديم قانون استفتاء الاتحاد الأوروبي لعام 2015 إلى البرلمان للتمكين من إجراء الاستفتاء. فضل كاميرون البقاء في الاتحاد الأوروبي الذي تم إصلاحه وسعى إلى إعادة التفاوض بشأن أربع نقاط أساسية: حماية السوق الموحدة للبلدان غير الأوروبية والحد من «الروتين» وإعفاء بريطانيا من «الاتحاد الأقرب» وتقييد هجرة الاتحاد الأوروبي.
في ديسمبر 2015 أظهرت استطلاعات الرأي وجود أغلبية واضحة لصالح البقاء في الاتحاد الأوروبي. كما أظهروا أن الدعم سيتراجع إذا لم يتفاوض كاميرون على ضمانات كافية للدول غير الأعضاء في منطقة اليورو وفرض قيود على المزايا التي تعود على مواطني الاتحاد الأوروبي.
تم الإعلان عن نتائج إعادة التفاوض في فبراير 2016. تم الاتفاق على بعض القيود على الفوائد أثناء العمل للمهاجرين الجدد في الاتحاد الأوروبي ولكن قبل تطبيقها يتعين على بلد مثل المملكة المتحدة الحصول على إذن من المفوضية الأوروبية ومن ثم المجلس الأوروبي.
في خطاب أمام مجلس العموم في 22 فبراير 2016 أعلن كاميرون تاريخ استفتاء 23 يونيو 2016 وعلق على تسوية إعادة التفاوض. تحدث عن نية إطلاق عملية المادة 50 مباشرة بعد التصويت على الانسحاب و«فترة السنتين للتفاوض على ترتيبات الخروج».

### مجموعات الحملات

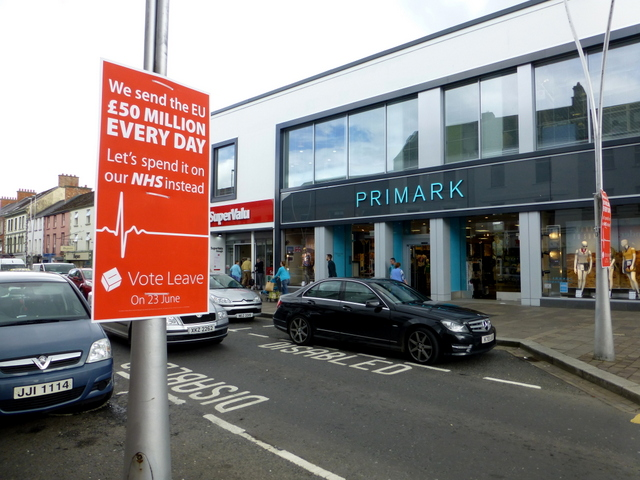
ملصق "استفتاء الانسحاب" في أوماه في أيرلندا الشمالية قائلاً: «نرسل إلى الاتحاد الأوروبي 50 مليون جنيه إسترليني كل يوم. دعونا ننفقه على هيئة الخدمات الصحية الوطنية بدلاً من ذلك».

كانت مجموعة الحملات الرسمية لمغادرة الاتحاد الأوروبي هي استفتاء الانسحاب بعد مسابقة للتسمية مع الانسحاب دوت المملكة المتحدة.
الحملة الرسمية للبقاء في الاتحاد الأوروبي برئاسة ستيوارت روز كانت تعرف باسم بريطانيا أقوى في أوروبا أو بشكل غير رسمي على أنها «تبقى». وشملت الحملات الأخرى الداعمة للبقاء في الاتحاد الأوروبي المحافظين والعمال في بريطانيا و#INtogether (الديمقراطيون الأحرار) والخضر من أجل أوروبا أفضل والعلماء من أجل الاتحاد الأوروبي ومناصري حماية بيئة أوروبا والجامعات لأوروبا وأوروبا أخرى ممكن.

### نتيجة الاستفتاء

نتائج الاستفتاء حسب منطقة التصويت
الانسحاب
البقاء

تم الإعلان عن النتيجة في صباح 24 يونيو: 51.89 بالمائة صوتوا لصالح مغادرة الاتحاد الأوروبي و48.11 بالمائة صوتوا لصالح البقاء في الاتحاد الأوروبي. تتوفر نتائج شاملة من موقع نتائج الاستفتاء في المفوضية الانتخابية البريطانية. اجتذبت عريضة تدعو إلى استفتاء ثان أكثر من أربعة ملايين توقيع لكن الحكومة رفضت في 9 يوليو.
| استفتاء عضوية الاتحاد الأوروبي في المملكة المتحدة عام 2016 النتيجة الوطنية |                              |            |         |
| الخيار                                                                     | الخيار                       | الأصوات    | %       |
|                                                                            | الانسحاب من الاتحاد الأوروبي | 17,410,742 | 51.89%  |
|                                                                            | البقاء في الاتحاد الأوروبي   | 16,141,241 | 48.11%  |
|                                                                            |                              |            |         |
| الأصوات الصالحة                                                            | الأصوات الصالحة              | 33,551,983 | 99.92%  |
| أصوات غير صالحة أو فارغة                                                   | أصوات غير صالحة أو فارغة     | 25,359     | 0.08%   |
| مجموع الأصوات                                                              | مجموع الأصوات                | 33,577,342 | 100.00% |
|                                                                            |                              |            |         |
| الناخبون المسجلين والاقبال                                                 | الناخبون المسجلين والاقبال   | 46,500,001 | 72.21%  |
| سكان سن الاقتراع والإقبال                                                  | سكان سن الاقتراع والإقبال    | 51,356,768 | 65.38%  |
| المصدر: اللجنة الانتخابية                                                  |                              |            |         |

### التحليل الديموغرافي للناخبين
وفقاً لتوماس سامبسون الخبير الاقتصادي في كلية لندن للاقتصاد: «كان الناخبون الأكبر سناً والأقل تعليماً هم الأكثر احتمالاً في التصويت على»الانسحاب«... أراد غالبية الناخبين البيض المغادرة ولكن فقط 33 في المائة من الناخبين الآسيويين واختار 27 في المائة من الناخبين السود الانسحاب ولم يكن هناك أي انقسام بين الجنسين في التصويت مع تصويت 52 في المائة من الرجال والنساء على الانسحاب. تلقى الانسحاب من الاتحاد الأوروبي الدعم من مختلف الأطياف السياسية... التصويت للانسحاب من الاتحاد الأوروبي كان الاتحاد مرتبطا بقوة بعقد معتقدات سياسية محافظة اجتماعيا ومعارضة الكوزموبوليتية والتفكير في الحياة في بريطانيا يزداد سوءا وليس أفضل. وتشير الدراسات الاقتصادية الأولية»أولا التعليم وإلى حد أقل كان السن أكبر المتنبئين الديموغرافية ثانياً كانت النتائج الاقتصادية الضعيفة على مستوى الفرد أو المنطقة مرتبطة بالتصويت للانسحاب... ثالثاً يرتبط الدعم للانسحاب من الاتحاد الأوروبي بشدة بالمعارضة الذاتية للهجرة ولكن ليس مع التعرض للهجرة.

### الاستقالات والمسابقات والتعيينات
بعد إعلان النتيجة أعلن كاميرون أنه سيستقيل بحلول أكتوبر. استقال في 13 يوليو 2016 مع تولي تيريزا ماي منصب رئيس الوزراء بعد انتخابات الرئاسة. تم استبدال جورج أوسبورن في منصب وزير الخزانة من قبل فيليب هاموند وعمدة لندن السابق بوريس جونسون تم تعيينه وزير الدولة للشؤون الخارجية والكومنولث وأصبح ديفيد ديفيس وزير الدولة للخروج من الاتحاد الأوروبي. خسر زعيم حزب العمال جيرمي كوربين تصويتا بالثقة بين حزبه البرلماني وأُطلق تحدي قيادي غير ناجح. في 4 يوليو أعلن نايجل فاراج استقالته من قيادة حزب استقلال المملكة المتحدة.

### المخالفات
وقد ادعي وجود مخالفات في إجراء حملة الاستفتاء.
في 11 مايو 2018 وجدت اللجنة الانتخابية ضد الانسحاب دوت الاتحاد الأوروبي التي شنت حملة منفصلة إلى استفتاء الانسحاب مجموعة مؤيدة للانسحاب الرسمية بعد تحقيقاتها في المخالفات المزعومة خلال حملة الاستفتاء. صرح المؤسس المشارك في الانسحاب دوت الاتحاد الأوروبي آرون بانكس بأنه يرفض نتائج التحقيق وسوف يتحداه في المحكمة.
في يوليو 2018 وجدت لجنة الانتخابات في المملكة المتحدة استفتاء الانسحاب لكسر القانون الانتخابي والإنفاق على الحد الأقصى. أيضا أصدرت لجنة مجلس العموم للثقافة والإعلام والرياضة المختارة تقريرا مؤقتا حول المعلومات الخاطئة و«الأخبار المزيفة» مشيرة إلى أن أكبر مانح في حملة خروج بريطانيا من الاتحاد الأوروبي آرون بانكس «فشل في إرضاء» اللجنة أن تبرعاته جاءت من مصادر بريطانية وربما تم تمويلها من قبل الحكومة الروسية.

### التقاضي
كانت هناك دعاوى قضائية لاستكشاف المواقف الدستورية التي يقف عليها خروج بريطانيا بعد قضية ميلر وقانون الإخطار لعام 2017:
- في قضية ر. (وبستر) ضد وزيرة الخارجية في الخروج من الاتحاد الأوروبي قررت محكمة العدل العليا أن قرار مغادرة الاتحاد الأوروبي كان قرارًا تنفيذيًا لرئيس الوزراء مستخدمًا سلطة قانونية للقرار وجدت أنه قد تم تفويضها لها[109] وتم انتقاد هذه القضية أكاديميا[110] وهي أيضا عرضة للاستئناف.[111]
- كان التأكيد على أن القرار كان قانونًا تنفيذيًا جزءًا من أساس قضية ر. (ويلسون) ضد رئيس الوزراء[112] حيث يتم الطعن في المخالفات في الاستفتاء والتي هي أساس القرار التنفيذي بالمغادرة. جلسة استماع يوم 7 ديسمبر 2018.[113]
- فيما يتعلق بعكس إخطار بموجب المادة 50 أحيل وايتمان وآخرون ضد وزير الخارجية للخروج من الاتحاد الأوروبي إلى محكمة العدل التابعة للاتحاد الأوروبي[114] وسعت حكومة المملكة المتحدة إلى منع هذه الإحالة مع أخذ الأمر في الاستئناف إلى المحكمة العليا بالمملكة المتحدة لكنه لم ينجح.[115] في 10 ديسمبر 2018 قضت محكمة العدل التابعة للاتحاد الأوروبي بأن المملكة المتحدة قد تلغي من جانب واحد إخطارها بموجب المادة 50.[116]

## إجراءات لترك الاتحاد الأوروبي
يخضع الانسحاب من الاتحاد الأوروبي للمادة 50 من معاهدة الاتحاد الأوروبي. بموجب إجراء الاحتكام بموجب المادة 50 يقوم أحد الأعضاء بإخطار المجلس الأوروبي حيث يطلب من الاتحاد الأوروبي «التفاوض وإبرام اتفاق مع [الدولة المغادرة] وتحديد الترتيبات الخاصة بانسحابه مع مراعاة إطار علاقته المستقبلية مع الاتحاد [الأوروبي]». تقتصر فترة التفاوض على سنتين ما لم يتم تمديدها وبعد ذلك تتوقف المعاهدات عن تطبيقها. كان هناك نقاش حول ما إذا كان التفاوض المتوازي على شروط الانسحاب والعلاقات المستقبلية بموجب المادة 50 مناسبًا (وجهة نظر المستشارة ميركل الأولى) أو ما إذا كانت بريطانيا لا تملك الحق في التفاوض بشأن التجارة المستقبلية مع الاتحاد الأوروبي 27 لأن هذه القوة محجوزة للاتحاد الأوروبي لفترة طويلة. لأن المملكة المتحدة عضو (وجهة نظر محامي المفوضية الأوروبية).
على الرغم من أن قانون الاستفتاء لعام 2015 لم ينص صراحة على المطالبة بالمادة 50 صرحت حكومة المملكة المتحدة أنها تتوقع أن يتبعها إجازة التصويت بالانسحاب. بعد نتيجة الاستفتاء استقال كاميرون وقال أنه على رئيس الوزراء القادم أن يحتج بالمادة 50.
قضت المحكمة العليا في قضية ميلر في يناير 2017 بأن الحكومة تحتاج إلى موافقة البرلمان لإطلاق المادة 50. في وقت لاحق صوت مجلس العموم بأغلبية ساحقة في 1 فبراير 2017 على مشروع قانون حكومي يخول رئيس الوزراء إخطار نية المغادرة بموجب المادة 50 ومشروع القانون إلى قانون باسم الاتحاد الأوروبي (الإخطار بالانسحاب) قانون عام 2017. وقعت تيريزا ماي بعد ذلك رسالة تستدعي المادة 50 في 28 مارس 2017 والتي سلمها تيم بارو سفير المملكة المتحدة لدى الاتحاد الأوروبي في 29 مارس إلى رئيس المجلس الأوروبي دونالد توسك.

### عكسها
إن عملية الانسحاب بموجب المادة 50 يمكن وقفها من جانب واحد من قبل الحكومة البريطانية التي أعرب فيها عن رأي كاتب المادة 50 نفسه اللورد كير عن الاتفاق. لاحظت لجنة انسحاب المملكة المتحدة من الاتحاد الأوروبي للبرلمان الأوروبي أن الإلغاء الأحادي الجانب بغض النظر عن قانونيته يشكل خطر أخلاقي كبير مع وجود دولة عضو في الاتحاد الأوروبي قادرة على إساءة استخدامها لابتزاز الاتحاد.
كانت قابلية عكس الإخطارات بموجب المادة 50 عرضة للتقاضي وهو ما أشارت إليه مجموعة من الساسة من الاسكتلنديين ومشروع القانون الجيد عبر محكمة الاتحاد الأوروبي. سعت حكومة المملكة المتحدة إلى منع هذه الإحالة وفي النهاية إلى المحكمة العليا بالمملكة المتحدة ولكنها لم تنجح في هذه المحاولة. في 10 ديسمبر 2018 قضت محكمة العدل الأوروبية بأن أي دولة قد تلغي انسحابها من الاتحاد الأوروبي من خلال إشعار بسيط شريطة أن تفعل ذلك قبل المغادرة الفعلية دون قيد أو شرط وبحسن نية. لكن رد الحكومة الفوري كان أنها لا تنوي ممارسة هذا الحق.

### تاريخ الانسحاب
يلتزم الطرفان في مفاوضات الانسحاب بالمادة 50 التي تنص صراحة على أن معاهدات الاتحاد الأوروبي سوف تتوقف عن العمل «من تاريخ بدء سريان اتفاقية الانسحاب أو بعد فشله بعد عامين من إشعار الانسحاب» ما لم يوافق مجلس الاتحاد الأوروبي والمملكة المتحدة على تمديد فترة السنتين.
من جانب الاتحاد الأوروبي تشير توجيهات الاتحاد الأوروبي للتفاوض بشأن الاتفاق إلى أنه «يجب أن تحدد الاتفاقية تاريخًا للانسحاب يكون في آخر 30 مارس 2019 في تمام الساعة 00:00 (بتوقيت بروكسل)» - أي بتوقيت وسط أوروبا - «ما لم يقرر المجلس الأوروبي بالاتفاق مع المملكة المتحدة بالإجماع تمديد هذه الفترة وفقا للمادة 50 (3) من معاهدة الاتحاد الأوروبي».
في الجانب البريطاني يحدد القسم 20 (1) من قانون الاتحاد الأوروبي (الانسحاب) لعام 2018 «يوم الخروج» باعتباره «29 مارس 2019 في تمام الساعة 11:00 مساءً».

## المفاوضات

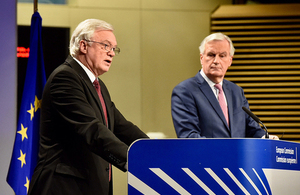
خطاب ديفيد ديفيس وميشيل بارنييه في مفاوضات خروج بريطانيا من الاتحاد الأوروبي في بروكسل، الاثنين 19 مارس 2018

### التوقيت
اتفق المفاوضون البريطانيون والأوروبيون على أن تبدأ المفاوضات الأولية خاصة المتعلقة بحقوق الإقامة في يونيو 2017 (مباشرة بعد الانتخابات الرئاسية والتشريعية الفرنسية) ويمكن أن تبدأ المفاوضات الكاملة وخاصة المتعلقة باتفاقيات التجارة في أكتوبر 2017 (مباشرة بعد الانتخابات الفيدرالية الألمانية 2017). كان اليوم الأول من المحادثات هو 19 يونيو.

### التاريخ
في 28 يونيو 2016 أعلنت مستشارة ألمانيا أنغيلا ميركل وفي اليوم التالي رئيس المجلس الأوروبي تاسك أن المملكة المتحدة يمكن أن تبقى في السوق الأوروبية الموحدة فقط إذا قبلت المملكة المتحدة حرياتها الأربع للتنقل: بالنسبة للسلع ورؤوس الأموال والخدمات والعمل. في أكتوبر شددت رئيسة الوزراء تيريزا ماي على أن إنهاء اختصاص قانون الاتحاد الأوروبي وحرية الحركة من أوروبا كانت أولويات المملكة المتحدة إلى جانب الشركات البريطانية والأوروبية التي تتمتع بأقصى حرية في التجارة في المملكة المتحدة والسوق الأوروبية الموحدة.
في شهر نوفمبر 2016 اقترحت ماي أن تقوم بريطانيا ودول الاتحاد الأوروبي الأخرى بضمان حقوق الإقامة للمهاجرين الأوروبيين في بريطانيا والبالغ عددهم 3،3 مليون شخص والذين يتمتعون بـ 1.2 مليون مواطن بريطاني يعيشون في القارة من أجل استبعاد مصائرهم خلال مفاوضات خروج بريطانيا من الاتحاد الأوروبي. على الرغم من الموافقة المبدئية من جانب أغلبية دول الاتحاد الأوروبي إلا أن اقتراح ماي قد منعه توسك وميركل.
في يناير 2017 قدمت رئيسة الوزراء 12 هدفاً للتفاوض وأكدت أن حكومة المملكة المتحدة لن تسعى للحصول على عضوية دائمة في السوق الفردية. ورد المفاوض الرئيسي في البرلمان الأوروبي جاي فيرهوفشتان بأنه لن يكون هناك «اختيار للكرز» من قبل المملكة المتحدة في المحادثات.
بدأت الفترة القانونية للتفاوض في 29 مارس 2017 عندما قدمت المملكة المتحدة رسميًا خطابًا بالإخطار بالانسحاب. ودعت الرسالة إلى «علاقة عميقة وخاصة» بين المملكة المتحدة والاتحاد الأوروبي وحذرت من أن الفشل في التوصل إلى اتفاق من شأنه أن يؤدي إلى أن التجارة بين الاتحاد الأوروبي والمملكة المتحدة بموجب شروط منظمة التجارة العالمية وإضعاف التعاون البريطاني في محاربة الجريمة والإرهاب. اقترحت الرسالة إعطاء الأولوية للصفقة المبكرة بشأن حقوق مواطني الاتحاد الأوروبي في المملكة المتحدة والعكس صحيح وذكرت أن المملكة المتحدة لن تسعى للبقاء ضمن الإدارة السليمة بيئياً. بدلاً من ذلك ستسعى بريطانيا إلى اتفاقية تجارة حرة مع الاتحاد الأوروبي. ورداً على ذلك أصرت ميركل على أن الاتحاد الأوروبي لن يناقش التعاون المستقبلي دون تسوية شروط ترك الاتحاد الأوروبي. وأشار فيرهوفشتان إلى أن الرسالة هي «ابتزاز» فيما يتعلق بنقطة الأمن والإرهاب وقال رئيس مفوضية الاتحاد الأوروبي جان كلود يونكر أن قرار المملكة المتحدة بالانسحاب من الاتحاد «خيار سيندمون عليه في يوم من الأيام».
في 29 أبريل 2017 مباشرة بعد الجولة الأولى من الانتخابات الرئاسية الفرنسية وافق رؤساء دول الاتحاد الأوروبي على مبادئ توجيهية للتفاوض أعدها تاسك. ترى المبادئ التوجيهية أن المادة 50 تسمح بالتفاوض على مرحلتين حيث توافق المملكة المتحدة أولاً على الالتزام المالي والمزايا الدائمة لمواطني الاتحاد الأوروبي في بريطانيا ومن ثم يمكن أن تبدأ المفاوضات حول علاقة مستقبلية. في المرحلة الأولى سيطلب الاتحاد الأوروبي من المملكة المتحدة دفع «فاتورة طلاق» التي قدرت في البداية بمبلغ 52 مليار جنيه استرليني ثم بعد مطالب مالية إضافية من ألمانيا وفرنسا وبولندا إلى 92 مليار جنيه استرليني. وذكر تقرير للجنة الاتحاد الأوروبي التابعة لمجلس اللوردات نُشر في 4 مارس 2017 أنه إذا لم يكن هناك اتفاق ما بعد خروج بريطانيا من الاتحاد الأوروبي في نهاية فترة التفاوض يمكن للمملكة المتحدة الانسحاب دون دفع أي مبالغ.
في 22 مايو 2017 أذن المجلس الأوروبي للمفاوضين ببدء محادثات الانسحاب وتبنى توجيهاته التفاوضية. تم عقد أول يوم من المحادثات في 19 يونيو حيث وافق ديفيس وميشيل بارنييه كبير المفاوضين الأوروبيين في الانسحاب على إعطاء الأولوية لمسألة حقوق الإقامة في حين أقر ديفيس بأن مناقشة حدود إيرلندا الشمالية يجب أن تنتظر الاتفاقيات التجارية المستقبلية.
في 22 يونيو 2017 أكد رئيس الوزراء ماي أنه لن يتم إجبار أي مواطن أوروبي يعيش بشكل قانوني في المملكة المتحدة على المغادرة وعرض أن أي مواطن من الاتحاد الأوروبي يعيش في المملكة المتحدة لأكثر من خمس سنوات حتى موعد غير محدد بين مارس 2017 ومارس 2019 يتمتع بنفس الحقوق التي يتمتع بها المواطن البريطاني مشروطًا بتقديم الاتحاد الأوروبي نفس العرض إلى المغتربين البريطانيين المقيمين في الاتحاد الأوروبي. وصفت رئيسة الوزراء بالتفصيل مقترحات الإقامة الخاصة بها في 26 يونيو لكنه لم يقدم أي تنازلات من المفاوضين الأوروبيين الذين رفضوا التعجيل بالاتفاق على المغتربين بحلول نهاية يونيو 2017 والذين يأملون في استمرار المحاكم الأوروبية لديها الاختصاص في المملكة المتحدة فيما يتعلق بمواطني الاتحاد الأوروبي وفقًا لأهدافهم التفاوضية المنشورة في مايو 2017.
بدأت الجولة الثانية من المفاوضات في منتصف يوليو 2017. تم إحراز تقدم في مسألة حدود إيرلندا الشمالية والمفاوضون البريطانيون طلبوا تفصيلاً مفصلاً لطلب «فاتورة الطلاق» وانتقد المفاوضون في الاتحاد الأوروبي عرض حقوق المواطنة في المملكة المتحدة. لم يلتزم ديفيد دافيز بدفع صافي من قبل المملكة المتحدة إلى الاتحاد الأوروبي فيما يتعلق بمشروع قانون الطلاق في حين أن ميشيل بارنييه لن يتنازل عن مطلبه بمحكمة العدل الأوروبية بأن يكون لها سلطة قضائية مستمرة على حقوق مواطني الاتحاد الأوروبي الذين يعيشون في المملكة المتحدة بعد خروج بريطانيا من الاتحاد الأوروبي ورفض اقتراح الحل الوسط الخاص بهيئة دولية جديدة تتألف من قضاة بريطانيين وأوروبيين.
في 16 أغسطس 2017 كشفت حكومة المملكة المتحدة عن أول أوراق متعددة تعرض بالتفصيل الطموحات البريطانية بعد خروج بريطانيا من الاتحاد الأوروبي حيث ناقشت الترتيبات التجارية والجمركية. في 23 أغسطس أعلنت تيريزا ماي أن بريطانيا ستترك الولاية القضائية المباشرة لمحكمة العدل الأوروبية عندما تنتهي الفترة الانتقالية للانسحاب المخطط لها بعد مارس 2019 ولكن كل من المحاكم البريطانية ومحكمة العدل الأوروبية ستحافظ أيضًا على "نصف العين". "على أحكام كل منهما بعد ذلك كذلك. إحدى أوراق موقف الحكومة البريطانية المنشورة في أغسطس لم تطالب بفرض قيود إضافية على السلع الموجودة بالفعل في السوق في المملكة المتحدة والاتحاد الأوروبي.
بدأت الجولة الثالثة من المفاوضات في 28 أغسطس 2017. كان هناك خلاف حول التسوية المالية. أوضحت صحيفة آيرش تايمز أن المفاوضين البريطانيين أشاروا إلى الإطار المالي المتعدد السنوات لمدة سبع سنوات للفترة 2014-2020 التي اتفقت عليها الدول الأعضاء وبرلمان الاتحاد الأوروبي باعتبارها «أداة تخطيط» للفترة المقبلة وليس قانونًا. التزام مالي ملزم على الدول الأعضاء. والقضية البريطانية هي أن الإطار المالي المتوسط يضع سقفاً على الإنفاق تحت عناوين مختلفة وينقح فيما بعد بشكل جذري خلال عملية الموازنة السنوية عندما تنشأ التزامات قانونية حقيقية في كل ولاية. وهذا يتناقض مع منهجية مفوضية الاتحاد الأوروبي لحساب مشروع قانون الانسحاب البريطاني الذي ينطوي على تقسيم الإطار المالي المتعدد السنوات إلى أسهم متفق عليها تاريخياً من قبل كل دولة عضو. على مسألة حدود إيرلندا كان هناك «اختراق» مع الجانب البريطاني ضمان حرية الحركة لمواطني الاتحاد الأوروبي في منطقة السفر المشتركة التي تشكل أيرلندا والمملكة المتحدة.
في 5 سبتمبر 2017 قال ديفيس أنه تم تحقيق «تقدم ملموس» خلال الصيف في مجالات مثل حماية حقوق المغتربين البريطانيين في الاتحاد الأوروبي للحصول على الرعاية الصحية وعلى مستقبل الحدود الإيرلندية في حين أن هناك اختلافات كبيرة حول بقاء «فاتورة الطلاق». في 9 سبتمبر نشرت مفوضية الاتحاد الأوروبي عدة أوراق تفاوضية بما في ذلك ورقة يقر الاتحاد الأوروبي فيها / تعلن أنها مسؤولية المملكة المتحدة لاقتراح حلول للحدود الإيرلندية بعد خروج بريطانيا من الاتحاد الأوروبي. تتصور الورقة أن الحل «الفريد» مسموح به هنا وبعبارة أخرى فإن أي حل إيرلندي استثنائي من هذا القبيل لن يكون بالضرورة نموذجًا لعلاقات ما بعد خروج بريطانيا مع أعضاء الاتحاد الأوروبي الآخرين.
في 22 سبتمبر 2017 أعلنت ماي مزيدًا من التفاصيل حول اقتراح خروج بريطانيا من الاتحاد الأوروبي. بالإضافة إلى تقديم 20 مليار يورو خلال فترة انتقالية مدتها سنتان واستمرار قبول المهاجرين الأوروبيين كما أنها عرضت «علاقة أمنية جديدة جريئة» مع الاتحاد الأوروبي والتي ستكون «غير مسبوقة في العمق» ومواصلة تقديم «مساهمة مستمرة» للمشاريع التي تعتبر ذات أهمية كبيرة بالنسبة للاتحاد الأوروبي والمملكة المتحدة مثل مشاريع العلوم والأمن. كما أكدت أن المملكة المتحدة لن «تقف في طريق» مقترحات يونكر لمزيد من التكامل الأوروبي. رحب بارنييه باقتراح ماي بأنه «بناء» ولكنه أيضًا «يجب أن يترجم إلى مواقف تفاوضية لتحقيق تقدم ملموس». وبالمثل أكد رئيس فرنسا إيمانويل ماكرون أن الاتحاد الأوروبي لن يبدأ مفاوضات حول العلاقات المستقبلية بين الاتحاد الأوروبي والمملكة المتحدة إلى أن يتم «توضيح تنظيم المواطنين الأوروبيين والشروط المالية للخروج ومسائل أيرلندا» من قبل المملكة المتحدة.
بدأت الجولة الرابعة من المحادثات في 25 سبتمبر حيث أعلن بارنييه أنه ليس لديه تفويض من الاتحاد الأوروبي لمناقشة صفقة انتقال اقترحتها رئيسة الوزراء ماي. كرر ديفيس أن المملكة المتحدة يمكن أن تفي بالالتزامات التي قطعتها خلال عضويتها في الاتحاد الأوروبي فقط في سياق صفقة «شراكة خاصة» في المستقبل مع الاتحاد الأوروبي.
في اجتماع المجلس الأوروبي في 19/20 أكتوبر 2017 كان على قادة دول الاتحاد الأوروبي أن يقرروا ما إذا كانوا سيبدؤون مفاوضات تجارية مع المملكة المتحدة أم لا. ومع ذلك اعترف ديفيز أنه بعد وقت قصير من الانتخابات الألمانية في 24 سبتمبر قد لا تكون حكومة ائتلافية ألمانية في الوقت المناسب لاتخاذ هذا القرار في أكتوبر مما يؤدي إلى تأخير أي قرار من المجلس الأوروبي حتى اجتماع ديسمبر.
صرح المفاوضون الأوروبيون بأنه يجب التوصل إلى اتفاق بين بريطانيا والاتحاد الأوروبي بحلول أكتوبر 2018 من أجل ترك الوقت للبرلمانات الوطنية لتأييد الانسحاب.
في 9 أكتوبر 2017 أعلنت ماي للبرلمان البريطاني أن بريطانيا يمكن أن تعمل «كأمة تجارية مستقلة» بعد الانسحاب إذا لم يتم التوصل إلى اتفاق تجاري مع الاتحاد الأوروبي.
في ديسمبر 2017 أعلن زعماء الاتحاد الأوروبي عن اتفاق لبدء المرحلة التالية من المفاوضات مع إجراء محادثات حول الفترة الانتقالية بعد مارس 2019 لتبدأ في أوائل عام 2018 ومناقشات حول العلاقة المستقبلية بين المملكة المتحدة والاتحاد الأوروبي بما في ذلك التجارة والأمن تبدأ في مارس.
بعد الانتخابات في مارس 2018 عيّن الرئيس الإيطالي حكومة إيطالية في أوروبا في 1 يونيو 2018 وهو تطور من المتوقع أن يؤثر على نتائج خروج بريطانيا من الاتحاد الأوروبي.
في 10 يونيو 2018 قام رئيس الوزراء الايرلندي ليو فارادكار بمسح الطريق لمفاوضات يونيو عن طريق تأجيل قضية الحدود الايرلندية حتى اتفاق خروج بريطانيا النهائي في أكتوبر 2018.
في 19 يونيو 2018 نشرت المملكة المتحدة والاتحاد الأوروبي بيانا مشتركا يحدد الاتفاقات على مستوى المفاوضين. وأشاد ميشيل بارنييه «بالتفاني والالتزام» من قبل فرق التفاوض وقال أنه تم إحراز تقدم في قضايا مثل الجمارك وضريبة القيمة المضافة والاتفاقية الأوروبية النووية.
في 12 يوليو 2018 نشرت رئيسة الوزراء ماي وجزء من الحكومة اقتراحا بالاتفاق على العلاقات المستقبلية بين المملكة المتحدة والاتحاد الأوروبي. ومن خلال وسائل الإعلام تسمى خطة لعبة الداما.
في 14 نوفمبر 2018 وافق اجتماع مطول لمجلس الوزراء على مسودة اتفاقية الانسحاب. في اليوم التالي استقال وزير الانسحاب دومينيك راب وزميلته في الحكومة استير ماكفي وعدد من الوزراء من مناصبهم بسبب عدم موافقتهم على محتويات الوثيقة.
في 19 ديسمبر 2018 أعلنت مفوضية الاتحاد الأوروبي عن خطة عمل «عدم وجود صفقة» للطوارئ في قطاعات محددة فيما يتعلق بالمملكة المتحدة التي تغادر الاتحاد الأوروبي «خلال 100 يوم».

## ما بعد المادة 50 التشريع البريطاني

### قانون الاتحاد الأوروبي (الانسحاب) 2018
في أكتوبر 2016 وعدت تيريزا ماي ب«مشروع قانون الإلغاء الكبير» الذي من شأنه إلغاء قانون الجماعات الأوروبية لعام 1972 وإعادة صياغة جميع القوانين التي كانت سارية في السابق بموجب قانون الاتحاد الأوروبي. بعد إعادة تسميته مشروع قانون الاتحاد الأوروبي (سحب) تم عرضه على مجلس العموم في 13 يوليو 2017.
في 12 سبتمبر 2017 تمت الموافقة على مشروع القانون من أول تصويت عليه وقراءة ثانية بهامش 326 صوتًا مقابل 290 صوتًا في مجلس العموم. تم تعديل مشروع القانون مرة أخرى في تصويتات متعددة في كل من مجلسي البرلمان. بعد أن أصبح مشروع القانون قانونًا في 26 يونيو 2018 قرر المجلس الأوروبي في 29 يونيو تجديد دعوته للدول الأعضاء ومؤسسات الاتحاد لتكثيف عملها بشأن التأهب على جميع المستويات ولجميع النتائج.
يحدد قانون الانسحاب الفترة التي تنتهي في 21 يناير 2019 لكي تقرر الحكومة كيفية المضي قدمًا إذا لم تتوصل المفاوضات إلى اتفاق من حيث المبدأ على كل من ترتيبات الانسحاب وإطار العلاقة المستقبلية بين المملكة المتحدة والاتحاد الأوروبي بينما بدلاً من ذلك يعتمد التصديق المستقبلي على اتفاقية الانسحاب كمعاهدة بين المملكة المتحدة والاتحاد الأوروبي على إصدار قانون آخر من قبل البرلمان للموافقة على الشروط النهائية للانسحاب عندما يتم الانتهاء من مفاوضات الانسحاب الحالية. وعلى أي حال لا يغير القانون فترة السنتين للتفاوض المسموح به بموجب المادة 50 التي تنتهي في 29 مارس 2019 إذا لم تصادق المملكة المتحدة على اتفاقية الانسحاب.
يسمح قانون الانسحاب الذي أصبح قانونًا في يونيو 2018 بمختلف النتائج بما في ذلك عدم التسوية التفاوضية.

### فواتير حكومية إضافية
علق تقرير نشر في مارس 2017 من قبل معهد الحكومة أنه بالإضافة إلى مشروع قانون الاتحاد الأوروبي (الانسحاب) ستكون هناك حاجة للتشريعات الأولية والثانوية لتغطية الفجوات في مجالات السياسة مثل الجمارك والهجرة والزراعة. وعلق التقرير أيضا على أن دور الهيئات التشريعية التي تم تفويضها غير واضح ويمكن أن يسبب مشاكل وقد يتطلب الأمر ما يصل إلى 15 إصدارا جديدا من قوانين الانسحاب الأمر الذي يتطلب تحديد الأولويات بدقة والحد من الوقت البرلماني لإجراء دراسة معمقة للتشريعات الجديدة.
في عامي 2016 و2017 نشر مجلس اللوردات سلسلة من التقارير حول الموضوعات المتعلقة بالانسحاب بما في ذلك:
| - الانسحاب:خيار للتجارة - الانسحاب:العلاقات البريطانية الإيرلندية - الانسحاب: التعاون الأمني بين المملكة المتحدة والاتحاد الأوروبي في المستقبل | - الانسحاب: مصايد الأسماك - الانسحاب: البيئة وتغير المناخ - الانسحاب: تبعية ولي العهد | - الانسحاب: العدالة للعائلات والأفراد والشركات؟ - الانسحاب: التجارة في الخدمات غير المالية |

#### معاهدة يوراتوم
تم تقديم مشروع قانون الضمانات النووية لعام 2017-19 المتعلق بالانسحاب من الجماعة الأوروبية للطاقة الذرية إلى البرلمان في أكتوبر 2017 وبدأت مرحلة تقريره في يناير 2018.

### التصويت على النتيجة النهائية
ردا على أسئلة في لجنة برلمانية حول مشاركة البرلمان في التصويت على نتائج المفاوضات مع الاتحاد الأوروبي قالت رئيسة الوزراء أن: «التصويت على تصويت الشعب البريطاني على مغادرة الاتحاد الأوروبي» هو أولويتها. وعلق وزير الظل في الانسحاب كير ستارمر بأن الحكومة لا تريد إجراء تصويت في بداية العملية لإطلاق المادة 50 ولا تصويت في النهاية.

## التطورات منذ استفتاء عام 2016

### الانتخابات
أشارت استطلاعات الرأي في الأسبوعين التاليين للاستفتاء إلى أن رد الفعل الفوري في هولندا ودول أوروبية أخرى كان بمثابة تراجع في دعم الحركات الأوروبية.
تم إجراء انتخابات عامة في 8 يونيو 2017 تم الإعلان عنها في وقت قصير من قبل رئيسة الوزراء الجديدة تيريزا ماي. تعهد حزب المحافظين وحزب العمال وحزب استقلال المملكة المتحدة بتنفيذ الاستفتاء على الرغم من أن بيان العمل اختلف في مقاربته لمفاوضات خروج بريطانيا من الاتحاد الأوروبي مثل تقديم الإقامة الدائمة من جانب واحد للمهاجرين الأوروبيين. اقترح الحزب الليبرالي الديمقراطي وبيانات حزب الخضر سياسة البقاء في الاتحاد الأوروبي عبر استفتاء ثانٍ. اقترح بيان الحزب الوطني الإسكتلندي سياسة انتظار نتائج مفاوضات الانسحاب ثم إجراء استفتاء حول الاستقلال الإسكتلندي. مقارنة بالانتخابات العامة لعام 2015 حصل المحافظون على أصوات (لكن مع ذلك فقدوا مقاعدهم وأغلبيتهم في مجلس العموم). حصل حزب العمال على عدد كبير من الأصوات والمقاعد واحتفظ بمكانته كثاني أكبر حزب. كما حقق الحزب الديمقراطي الوحدوي وسين فين مكاسب في الأصوات والمقاعد. الأطراف التي خسرت الأصوات شملت الحزب القومي الإسكتلندي والليبراليين وحزب استقلال المملكة المتحدة والخضر على وجه الخصوص.
في 26 يونيو 2017 توصل المحافظون والحزب الديمقراطي الوحدوي إلى اتفاق ثقة وموارد يدعم بموجبه الحزب الاتحادي الديمقراطي المحافظين في التصويت الرئيسي في مجلس العموم على مدار البرلمان. شملت الاتفاقية تمويلًا إضافيًا بقيمة 1 مليار جنيه إسترليني لأيرلندا الشمالية وأبرزت الدعم المتبادل لخروج بريطانيا والأمن القومي وأعربت عن التزامها باتفاق الجمعة العظيمة وأشارت إلى أنه سيتم الحفاظ على سياسات مثل القفل الثلاثي للمعاشات الحكومية ومدفوعات وقود الشتاء.

### الاقتصاد
بعد ستة أسابيع من الاستفتاء سعى بنك إنجلترا إلى تخفيف الصدمة المحتملة للاقتصاد عن طريق خفض أسعار الفائدة إلى مستوى قياسي منخفض بلغ 0.25٪ وإدخال تسهيلات كمية وخلق 70 مليار جنيه من الأموال الجديدة وبالتالي خفض قيمة الجنيه الإسترليني وتشجيع البنوك التجارية لتمرير تكاليف اقتراض أقل.
فاقت الزيادة في معدل التضخم نمو الأجور في معظم عام 2017 مع ارتفاع التضخم تدريجياً إلى 3٪ قبل أن ينحسر مرة أخرى مع انتهاء «أزمة الأجور» على مدار العام المنسوبة إلى الاستفتاء في فبراير 2018 ونمو الأجور مع التضخم. منذ الاستفتاء ارتفعت العمالة المطلقة بشكل مستمر إلى مستويات غير مسجلة سابقا وبحلول أوائل عام 2018 وصلت البطالة النسبية إلى أدنى مستوى لها (4.2٪) سجل منذ عام 1975.
خلال عام 2017 واصلت المملكة المتحدة كونها الوجهة الأوروبية المفضلة للاستثمارات المادية الأجنبية (المتميزة عن الاستحواذات على الشركات) وخلق 50 ألف وظيفة جديدة متقدمة على ألمانيا (31000 وظيفة) وفرنسا. كانت العوامل المذكورة هي تخفيض قيمة الجنيه الاسترليني منذ الاستفتاء والنطاق العريض والاستثمار الأمريكي.

### الهجرة
أظهرت الأرقام الرسمية لشهر يونيو 2017 (المنشورة في فبراير 2018) أن الهجرة الصافية من الاتحاد الأوروبي إلى المملكة المتحدة قد تباطأت إلى حوالي 100،000 مهاجر سنويًا وهو ما يعادل مستوى الهجرة في عام 2014. وفي الوقت نفسه ازدادت الهجرة من بلدان خارج الاتحاد الأوروبي. إذا أخذنا هذين المشتركين إلى المملكة المتحدة فإنهما سيؤديان إلى انخفاض صافي الهجرة بمقدار طفيف إلى 230 ألف شخص جديد في العام حتى يونيو 2017. وأشار رئيس مكتب الإحصاءات الوطنية إلى أن خروج بريطانيا من الاتحاد الأوروبي قد يكون عاملاً في تباطؤ الهجرة الأوروبية. لكن حذر من احتمال وجود أسباب أخرى.

### المشورة القانونية للحكومة البريطانية
بعد تصويت غير مسبوق في 4 ديسمبر 2018 حكم النواب بأن حكومة المملكة المتحدة كانت في ازدراء للبرلمان لرفضها تقديمها إلى البرلمان وهي النصيحة القانونية الكاملة التي قدمها بشأن تأثير شروطه المقترحة للانسحاب. غطت النقطة الرئيسية في النصيحة الأثر القانوني لاتفاقية «الدعم» التي تحكم أيرلندا الشمالية وجمهورية أيرلندا وبقية المملكة المتحدة فيما يتعلق بالحدود الجمركية بين الاتحاد الأوروبي والمملكة المتحدة وآثارها على اتفاق الجمعة العظيمة. الاتفاق الذي أدى إلى نهاية المشاكل في أيرلندا الشمالية وعلى وجه التحديد ما إذا كانت المملكة المتحدة ستكون متأكدة من قدرتها على مغادرة الاتحاد الأوروبي من الناحية العملية في إطار مشاريع المقترحات.
في اليوم التالي تم نشر النصيحة. كان السؤال المطروح هو: «ما هو الأثر القانوني للمملكة المتحدة على الموافقة على بروتوكول اتفاق الانسحاب الخاص بأيرلندا وأيرلندا الشمالية خاصة تأثيره بالتزامن مع المادتين 5 و184 من اتفاقية الانسحاب الرئيسية؟» كانت النصيحة المقدمة هي:

### تأخير التصويت على اتفاقية الانسحاب
في 10 ديسمبر 2018 أرجأت رئيسة الوزراء التصويت في مجلس العموم على صفقة الانسحاب لها. وجاء هذا الإعلان بعد دقائق من تأكيد مكتب رئيسة الوزراء أن التصويت سيجري. في مواجهة احتمال حدوث هزيمة في مجلس العموم أعطى هذا الخيار رئيسة الوزراء المزيد من الوقت للتفاوض مع أعضاء البرلمان المحافظين والاتحاد الأوروبي على الرغم من أنهم استبعدوا إجراء مزيد من المناقشات. قوبل القرار بمطالبات من العديد من أعضاء البرلمان من حزب العمال لحرمانهم من الثقة في الحكومة. وصف زعيم المعارضة جيرمي كوربين الحكومة بأنها في «حالة من الفوضى».
من وجهة نظر جناح مجموعة الأبحاث الأوروبية في حزب المحافظين (الأكثر معارضة له) فإن اتفاقية الانسحاب المقترحة هي عقد قانوني لدفع 39 مليار جنيه استرليني وقبول الدعم الايرلندي. في المقابل ستضمن بريطانيا مرحلة انتقالية لا تتمتع بحقوق النقض وستلتزم بقبول جميع قوانين الاتحاد الأوروبي الجديدة حتى عندما تهدد المصلحة الوطنية وعند دفع رسوم الخروج ستتاح لها فرصة بدء محادثات حول شروط الصفقة التي يجب أن يتم الاتفاق عليها من قبل جميع دول الاتحاد الأوروبي (على عكس اتفاق الانسحاب).
علّق السير إيفان روجرز سفير المملكة المتحدة لدى الاتحاد الأوروبي في وقت استفتاء عام 2016 علنًا في 13 ديسمبر 2018 بأن الاتحاد الأوروبي كان دائمًا بارعًا في إعادة صياغة الأشياء التي تم الاتفاق عليها بالفعل مثل الدعم الإيرلندي بطرق «تجعل ينزل الدواء».

### التصويت على اتفاقية الانسحاب
في 15 يناير 2019 صوت مجلس العموم بأغلبية 432 صوتاً مقابل 202 مقابل الصفقة. هذه هي الأغلبية الأكبر ضد حكومة المملكة المتحدة على الإطلاق. بعد فترة وجيزة قدمت المعارضة اقتراحا بطرح الثقة بحكومة صاحبة الجلالة. تم رفض اقتراح حجب الثقة بـ 325 صوتًا إلى 306.

## التأثير المحلي على المملكة المتحدة
أنتجت وزارة الخروج من الاتحاد الأوروبي تقارير عن الأثر الاقتصادي على 58 صناعة لخروج بريطانيا من الاتحاد الأوروبي. قدم حزب العمل طلبًا للحصول على معلومات حول المزيد من التفاصيل حول التقارير لكن وزارة الخروج من الاتحاد الأوروبي قالت أن نشر المعلومات من شأنه أن يقوض صياغة السياسات وأنه بحاجة إلى وضع السياسات في «مكان آمن». اقترح العمل بعد ذلك اقتراحًا لنوع نادر الاستخدام يعرف باسم «عنوان متواضع» في مجلس العموم في 1 نوفمبر 2017 داعياً إلى إصدار الأوراق. تم تمرير الاقتراح بالإجماع. قالت رئيسة مجلس العموم أندريا لوسياس أنه قد يكون هناك بعض التأخير بينما يقرر الوزراء كيفية نشر المعلومات دون المساس بمفاوضات خروج بريطانيا من الاتحاد الأوروبي.

### الهجرة

#### على المدى الطويل
تم الاستشهاد بالهجرة باعتبارها السبب الثاني الأكثر أهمية بالنسبة للمشاركين في التصويت. قدرت كيه بي إم جي بناء على استطلاع عام 2000 لألفي عامل في الاتحاد الأوروبي في المملكة المتحدة أن حوالي مليون مواطن من الاتحاد الأوروبي يعملون في المملكة المتحدة رأوا مستقبلهم في بريطانيا فوق أو معلق في الميزان.
في عام 2017 كشف كل من جيوسيبي فورتيه وجوناثان بورتي الخبيران الاقتصاديان في جامعة كينغز كوليدج لندن أنه "في حين أن تدفقات الهجرة في المستقبل ستتحرك بعدد من العوامل فإن الاقتصاد الكلي وغير ذلك فإن الخروج البريطاني ونهاية حرية الحركة سيؤديان إلى هبوط كبير في الهجرة من المنطقة الاقتصادية الأوروبية. وفقًا لدراسة أجراها بورتس عام 2016: "لا يزال نطاق الخيارات المتاحة لسياسة الهجرة في المملكة المتحدة بعد الانسحاب واسعًا... ومع ذلك فإن أي نتيجة معقولة تقريبًا ستؤدي إلى زيادة الأعباء التنظيمية على الأعمال وانخفاض في تدفقات العمال غير المهرة والمهرة على حد سواء وزيادة العمل غير القانوني. السؤال الرئيسي لصانعي السياسات هو كيفية التقليل من هذه التأثيرات السلبية وفي نفس الوقت التعامل مع المطالب السياسية المحلية لزيادة الرقابة دون استعداء شركائنا في الاتحاد الأوروبي نقطة التحيز للجوانب الرئيسية الأخرى للمفاوضات ولن تكون هذه مهمة سهلة". سيكتب سومرفيل من معهد سياسة الهجرة أن: "المستقبل للهجرة من المستحيل التنبؤ بمستويات الحصص الغذائية في غياب السياسة واليقين الاقتصادي" لكن التقديرات بعد الاستفتاء مباشرة أن المملكة المتحدة "سوف تستمر في استقبال 500،000 مهاجر أو أكثر (من دول الاتحاد الأوروبي والدول غير الأوروبية مجتمعة) سنوياً مع صافي الهجرة حوالي 200،000".
من المرجح أن يكون للانخفاض في الهجرة تأثير سلبي على قطاع الصحة البريطاني. وفقًا لصحيفة نيويورك تايمز فإن خروج بريطانيا من الاتحاد الأوروبي «يبدو مؤكداً» في جعله أكثر صعوبة وتكلفة بالنسبة لهيئة الخدمات الصحية الوطنية التي تعاني أصلاً من نقص مزمن إلى توظيف الممرضات والقابلات والأطباء من بقية أنحاء أوروبا.

#### التأثيرات الفورية
أشارت الأرقام الرسمية في مارس 2017 إلى أن هجرة الاتحاد الأوروبي إلى المملكة المتحدة استمرت في تجاوز الهجرة لكن الفرق بين الهجرة والنزوح («الهجرة الصافية») انخفض إلى أدنى مستوى له منذ ثلاث سنوات. انخفض عدد الممرضين في الاتحاد الأوروبي المسجلين لدى هيئة الخدمات الصحية الوطنية من 1304 في يوليو 2016 إلى 46 في أبريل 2017.

### الآثار الاقتصادية

#### التأثيرات الفورية
أظهرت الأبحاث حول التأثيرات التي تحققت بالفعل في المملكة المتحدة منذ نتائج الاستفتاء أن نتيجة الاستفتاء أدت إلى ارتفاع التضخم في المملكة المتحدة بنسبة 1.7 نقطة مئوية مما أدى إلى تكلفة سنوية قدرها 404 جنيهات إسترلينية لمعيشة الأسر البريطانية. وجدت دراسة أخرى عن التأثيرات التي تحققت بالفعل أنه بحلول سبتمبر 2018 كانت التكاليف الاقتصادية لتصويت الانسحاب 2٪ من الناتج المحلي الإجمالي. أظهر تحليل صدر في 2018 من قبل مركز أبحاث الإصلاح الأوروبي أن الخسائر بلغت 2.5٪ من الناتج المحلي الإجمالي. وجد تحليل آخر باستخدام طريقة التحكم الاصطناعية أن استفتاء الانسحاب تسبب في انخفاض التجارة في العامين التاليين.
وفقا لتحليل «فاينانشال تايمز» فإن نتائج الاستفتاء في خروج بريطانيا من الاتحاد الأوروبي بحلول ديسمبر 2017 خفضت الدخل القومي البريطاني بنسبة تتراوح بين 0.6٪ و1.3٪ أي ما يعادل 350 مليون جنيه إسترليني في الأسبوع. قال باري إيتشنغرين الخبير الاقتصادي في جامعة كاليفورنيا في أغسطس 2017 أن بعض الآثار السلبية لعدم اليقين الناجمة عن استفتاء خروج بريطانيا من الاتحاد الأوروبي كانت واضحة حيث انخفضت ثقة المستهلك البريطاني وانخفض الإنفاق إلى أدنى مستوى له في أربع سنوات. في نوفمبر 2017 أفيد بأن البنوك الأوروبية قد خفضت أصولها ذات الصلة بالمملكة المتحدة بمقدار 350 مليار يورو خلال 12 شهرًا بعد التصويت على خروج بريطانيا من الاتحاد الأوروبي ومن المتوقع أن يرتفع هذا الاتجاه قبل الموعد النهائي للانسحاب في مارس 2019.
قدر تحليل 2018 من قبل الاقتصاديين في جامعة ستانفورد وجامعة نوتنغهام أن عدم اليقين حول الانسحاب قلص الاستثمار من قبل الشركات بنحو 6 نقاط مئوية وخفض العمالة بمقدار 1.5 نقطة مئوية. وجد تحليل قام به عام 2019 من قبل خبراء الاقتصاد في جامعة كامبريدج وتحليل 2018 من قبل جامعة ميريلاند وخبراء جامعة ميشيغان أن عدم اليقين بشأن السياسة التجارية المستقبلية للمملكة المتحدة والتي نتجت عن نتيجة استفتاء خروج بريطانيا من الاتحاد الأوروبي أضعفت النشاط التجاري الدولي للمملكة المتحدة من يونيو 2016 فصاعدا.

## معرض صور

#### التحليلات الاقتصادية طويلة الأجل
هناك اتفاق كاسح أو شبه إجماعي بين الاقتصاديين على أن ترك الاتحاد الأوروبي سيؤثر سلبًا على الاقتصاد البريطاني في الأجلين المتوسط والطويل. أظهرت استطلاعات آراء خبراء الاقتصاد في عام 2016 اتفاقًا ساحقًا على أن خروج بريطانيا من الاتحاد الأوروبي من شأنه أن يقلل من المعدل الحقيقي لدخل الفرد في المملكة المتحدة. وجدت دراسة استقصائية أجريت عام 2017 حول الأدبيات الأكاديمية الموجودة أن «الأدبيات البحثية تظهر إجماعًا واسعًا على أن الانسحاب على المدى الطويل سيجعل المملكة المتحدة أفقرًا لأنها ستخلق حواجز جديدة أمام التجارة والاستثمار الأجنبي المباشر والهجرة. عدم اليقين بشأن مدى تأثير ذلك مع تقديرات معقولة للتكلفة تتراوح بين 1 و10 في المائة من متوسط دخل الفرد في المملكة المتحدة». تختلف هذه التقديرات اعتمادًا على ما إذا كانت المملكة المتحدة تبقى في السوق الأوروبية الموحدة (على سبيل المثال من خلال الانضمام إلى المنطقة الاقتصادية الأوروبية) يجعل اتفاقية التجارة الحرة مع الاتحاد الأوروبي أو يعود إلى القواعد التجارية التي تحكم العلاقات بين جميع أعضاء منظمة التجارة العالمية. في يناير 2018 تم تسريب تحليل خروج بريطانيا الخاص به وأظهر أن النمو الاقتصادي في المملكة المتحدة سيعوق بنسبة 2 إلى 8٪ لمدة 15 عامًا على الأقل بعد الانفصال عن الاتحاد الأوروبي اعتمادًا على سيناريو الانسحاب.
معظم الاقتصاديين بما في ذلك وزارة الخزانة البريطانية يجادلون بأن وجودهم في الاتحاد الأوروبي له تأثير إيجابي قوي على التجارة ونتيجة لذلك ستكون تجارة المملكة المتحدة أسوأ إذا تركت الاتحاد الأوروبي. وفقًا لمجموعة من خبراء الاقتصاد في جامعة كامبريدج في ظل «خروج بريطانيا الصعب» حيث تعود المملكة المتحدة إلى قواعد منظمة التجارة العالمية فإن ثلث صادرات المملكة المتحدة إلى الاتحاد الأوروبي ستكون خالية من التعريفة وسيواجه الربع حواجز تجارية مرتفعة وصادرات أخرى تعريفات المخاطر في حدود 1-10٪. وجدت دراسة عام 2017 استنادًا إلى بيانات عام 2010 أن «جميع مناطق المملكة المتحدة تقريبًا أكثر عرضة بشكل منتظم لخروج بريطانيا من المناطق في أي بلد آخر. نظرًا لتكاملها التجاري المستمر مع المملكة المتحدة تتمتع المناطق الأيرلندية بمستويات تعرض الانسحاب والتي تشبه تلك المناطق في المملكة المتحدة التي لديها أقل مستويات التعرض وهي لندن وأجزاء شمال اسكتلندا في حين أن مناطق الاتحاد الأوروبي الأكثر تعرضًا للخطر هي كلها في جنوب ألمانيا مع مستويات من المخاطر التي عادة ما تكون نصف أي من المملكة المتحدة أو الأيرلندية في المنطقة وثلث ذلك يظهر من قبل العديد من مناطق المملكة المتحدة وهناك أيضا منطق جغرافي اقتصادي ملحوظ جدا لمستويات التعرض في مناطق شمال غرب أوروبا التي عادة ما تكون الأكثر عرضة لخروج بريطانيا من الاتحاد الأوروبي في حين أن المناطق في جنوب وشرق أوروبا بالكاد تتأثر على الإطلاق من قبل الانسحاب على الأقل من حيث الروابط التجارية... وعموما فإن المملكة المتحدة أكثر عرضة لمخاطر الانسحاب من بقية الاتحاد الأوروبي».
بعد الاستفتاء نشر معهد الدراسات المالية تقريرا تم تمويله من قبل مجلس البحوث الاقتصادية والاجتماعية الذي حذر من أن بريطانيا سوف تخسر ما يصل إلى 70 مليار جنيه إسترليني في نمو اقتصادي منخفض إذا لم تحتفظ بعضوية السوق الواحد مع عدم تمكن الصفقات التجارية الجديدة من تعويض الفرق. أحد هذه المجالات هو الخدمات المالية والتي يتم دعمها من خلال "جوازات السفر" على نطاق الاتحاد الأوروبي للمنتجات المالية والتي قدّر تقرير أوليفر وايمان لمجموعة اللوبي المؤيدة للاتحاد الأوروبي بشكل غير مباشر ما يصل إلى 71،000 وظيفة و10 مليار جنيه إسترليني من الضرائب سنويًا وبعض البنوك أعلنت عن خطط لنقل بعض عملياتها خارج المملكة المتحدة. وفقًا لمقالة كتبها عام 2016 جون أرمور أستاذ القانون والمالية في جامعة أكسفورد فإن الانسحاب الناعم حيث تغادر المملكة المتحدة الاتحاد الأوروبي ولكنها تبقى في السوق الواحدة سيكون خيارًا أقل خطرًا للمدينة من غيره خيارات الانسحاب لأنه من شأنه تمكين شركات الخدمات المالية من الاستمرار في الاعتماد على حقوق جواز السفر التنظيمية".
وجدت دراسة عام 2017 على أساس «تقديرات معقولة وقائمة على التجارب المستندة إلى التأثيرات المحتملة على النمو والأجور باستخدام علاقات من الأدبيات التجريبية الحالية» أن «التخفيضات الناجمة عن خروج بريطانيا من الاتحاد الأوروبي من المرجح أن يكون لها تأثير سلبي كبير على الناتج المحلي الإجمالي للفرد في المملكة المتحدة (والناتج المحلي الإجمالي) مع وجود آثار إيجابية هامشية على الأجور في قطاع الخدمات منخفض المهارات». من غير الواضح كيف ستتفاعل التغيرات في التجارة والاستثمار الأجنبي مع الهجرة ولكن هذه التغيرات من المرجح أن تكون مهمة.
علق محافظ بنك إنجلترا السابق مارفن كينج بأن التحذيرات من الهلاك الاقتصادي بشأن مغادرة الاتحاد الأوروبي مبالغ فيه وأن المملكة المتحدة يجب أن تترك السوق الموحدة وربما الاتحاد الجمركي من أجل كسب المزيد من الفرص مما سيؤدي إلى تحسن الأداء الاقتصادي البريطاني.

#### التحليلات الاقتصادية قصيرة المدى
أثبتت التوقعات الاقتصادية الكلية على المدى القصير من قبل بنك إنجلترا والبنوك الأخرى لما يمكن أن يحدث مباشرة بعد استفتاء خروج بريطانيا من الاتحاد الأوروبي أن تكون متشائمة للغاية. افترضت التقييمات أن نتائج الاستفتاء ستؤدي إلى مزيد من عدم اليقين بشأن الأسواق المالية والأعمال وتقلل من ثقة المستهلك أكثر مما فعلت. وفقا للخبير الاقتصادي في جامعة أكسفورد سيمون ورين-لويس: «التوقعات الاقتصادية الكلية غير المشروطة قصيرة الأجل غير موثوقة للغاية» وهي شيء لا يفعله الاقتصاديون الأكاديميون على عكس البنوك. يشير ورين لويس إلى أن التوقعات طويلة الأجل لتأثير خروج بريطانيا من الاتحاد الأوروبي من ناحية أخرى لها أساس تجريبي قوي. كتب باري إيتشنغرين عالم الاقتصاد بجامعة كاليفورنيا أن الاقتصاديين «لم يحققوا نجاحًا كبيرًا في التنبؤ بشكل موثوق به ومتى تنشأ عدم اليقين» وأنه من غير الواضح مدى شدة تأثير عدم اليقين في الواقع.
قال جوناثان بورتيز الخبير الاقتصادي في جامعة كينجز كوليدج لندن أن «التوقعات الاقتصادية على المدى القصير غير موثوقة للغاية». قارن بين التوقعات الاقتصادية قصيرة الأجل للتنبؤات الجوية والتوقعات الاقتصادية طويلة الأجل للتنبؤات المناخية: المنهجيات المستخدمة في التوقعات طويلة الأجل «راسخة وقوية». يشير اقتصاديون آخرون إلى أن توقعات البنك المركزي ليست مخصصة بدقة محددة. لاحظ توماس سامبسون الخبير الاقتصادي في كلية لندن للاقتصاد أنه من الصعب تقييم التأثير قصير المدى الذي ستحدثه عملية الانتقال إلى خروج بريطانيا من الاتحاد الأوروبي لكن التقييمات طويلة الأجل لفترة ما بعد خروج بريطانيا من الاتحاد الأوروبي أكثر موثوقية. وفقا لصحيفة فاينانشيال تايمز يتفق الاقتصاديون على أن الآثار على المدى القصير غير مؤكدة.
في 5 يناير 2017 قال آندي هالدين كبير الاقتصاديين والمدير التنفيذي للتحليل النقدي والإحصاء في بنك إنجلترا أن توقعات بنك إنجلترا الخاصة التي توقعت حدوث انكماش اقتصادي فوري بسبب نتيجة الاستفتاء غير دقيقة وأشار إلى أداء قوي في السوق على الفور بعد الاستفتاء على الرغم من أن البعض أشار إلى ارتفاع الأسعار بشكل أسرع من الأجور. قال هالدين أن مجال الاقتصاد كان «إلى حد ما في الأزمة» بسبب فشله في التنبؤ بالأزمة المالية 2007-2008 وأضاف أن التنبؤ الاقتصادي بخروج بريطانيا من الاتحاد الأوروبي كان غير دقيق في تقييمه على المدى القريب وأنه مع مرور الوقت لا يزال البنك يتوقع أن الانسحاب سيضر بالنمو الاقتصادي. رد ديفيد مايلز الخبير الاقتصادي في جامعة امبريال كوليدج على هالدين قائلاً أنه لا توجد أزمة في الاقتصاد وأن الاقتصاديين لم يدعوا أنهم قادرون على التنبؤ بيقين كامل أو التنبؤ بالتوقيت الدقيق للأحداث. قال مايلز أنه من المعترف به على نطاق واسع بين الاقتصاديين أن التوقعات على المدى القصير مثل بنك إنجلترا لا يمكن الاعتماد عليها.

#### القطاع المالي
وفقاً للخبير الاقتصادي باري آيشينغرين من جامعة كاليفورنيا فإن مستقبل لندن كمركز مالي دولي يعتمد على ما إذا كانت المملكة المتحدة ستحصل على حقوق جواز السفر للبنوك البريطانية من الاتحاد الأوروبي. إذا لم تتمكن البنوك الموجودة في المملكة المتحدة من الحصول على حقوق جواز السفر فإن لديها حوافز قوية للانتقال إلى المراكز المالية داخل الاتحاد الأوروبي.

#### فقدان الوكالات
يتطلب الانسحاب نقل مكاتب وموظفي وكالة الأدوية الأوروبية والسلطة المصرفية الأوروبية التي يوجد مقرها حاليًا في لندن. توظف الوكالات أكثر من 1000 شخص وستنقل على التوالي إلى أمستردام وباريس. كما يفكر الاتحاد الأوروبي في تقييد مقاصة الصفقات المقومة باليورو إلى الولايات القضائية في منطقة اليورو الأمر الذي سينهي هيمنة لندن في هذا القطاع.

### الطاقة
وفقًا لدراسة أجراها في عام 2017 باحثون من جامعة إكستر وتشاتام هاوس هناك فوائد كبيرة بالنسبة للمملكة المتحدة للاندماج في سوق الطاقة الأوروبية. تشير الدراسة إلى أنه «إذا كانت المملكة المتحدة ترغب في التمتع بالمزايا الاقتصادية للجزء المتبقي من سوق الكهرباء الأوروبي الذي يزداد تكاملاً فإن التشريع الأوروبي يتم صياغته حاليًا ولن يضطر فقط إلى التخلي عن عنصر من الاستقلال الذاتي من خلال قبول التشريعات واللوائح التي تُجمع بشكل جماعي على مستوى الاتحاد الأوروبي لكنها ستفقد الكثير من صوتها في عملية صنع القرار وتصبح فعليًا متدربة للقاعدة أكثر من كونها صانعة للقاعدة».

### صيد الأسماك
تصل أساطيل الصيد المشتركة للاتحاد الأوروبي إلى حوالي 6 ملايين طن من الأسماك سنوياً منها حوالي 3 ملايين طن من المياه البريطانية. تبلغ حصة المملكة المتحدة من إجمالي الصيد في الاتحاد الأوروبي 830 ألف طن فقط. يتم تحديد هذه النسبة من قبل اتفاقية لندن لمصايد الأسماك لعام 1964 وسياسة الاتحاد الأوروبي لمصائد الأسماك المشتركة. أعلنت حكومة المملكة المتحدة في يوليو 2017 أنها ستنهي اتفاقية عام 1964 في عام 2019. سيؤثر فقدان الوصول إلى المياه البريطانية بشكل خاص على صناعة الصيد الأيرلندية التي تحصل على ثلث صيدها هناك.
وفقًا لتحليل أجراه باحثون في جامعة واغنينغن للأبحاث فإن الانسحاب سيؤدي إلى ارتفاع الأسعار في المأكولات البحرية للمستهلكين (لأن المملكة المتحدة تستورد معظم منتجاتها البحرية). سيكون الصيادون البريطانيون قادرين على اصطياد المزيد من الأسماك لكن سعر الأسماك البريطانية سوف ينخفض. نتيجة لذلك وجد التحليل أن خروج بريطانيا من الاتحاد الأوروبي قد يؤدي إلى "خسارة الوضع" لكل من المملكة المتحدة والاتحاد الأوروبي وللمستهلكين البريطانيين وصناعة صيد الأسماك. وفقًا لدراسة عام 2018 "يشكل خروج بريطانيا من الاتحاد الأوروبي تحديًا كبيرًا لاستقرار إدارة المصايد الأوروبية. حتى الآن شاركت الدول الأعضاء في الاتحاد الأوروبي المجاورة موارد الثروة الحية في البحار حول بريطانيا. تحمل المسؤولية الكاملة عن تنظيم مصايد الأسماك في ستقضي المنطقة الاقتصادية الخالصة في المملكة المتحدة على العلاقات القائمة منذ فترة طويلة الأمر الذي من شأنه أن يعرض عمليات الإنعاش الأخيرة والاستدامة المستقبلية للمخزونات السمكية المشتركة للخطر.

### التعليم العالي والبحث الأكاديمي
وفقا لدراسة أجريت عام 2016 من قبل كين مايهيو أستاذ التعليم والأداء الاقتصادي الفخري في جامعة أكسفورد فإن الانسحاب يشكل التهديدات التالية للتعليم العالي: «فقدان التمويل البحثي من مصادر الاتحاد الأوروبي وفقدان الطلاب من دول الاتحاد الأوروبي الأخرى والتأثير على قدرة القطاع على توظيف موظفين أكاديميين من دول الاتحاد الأوروبي وتأثير ذلك على قدرة طلاب المملكة المتحدة على الدراسة في الخارج».
استقبلت المملكة المتحدة أكثر من الاتحاد الأوروبي للبحوث مما ساهمت مع حصول الجامعات على ما يزيد قليلاً عن 10٪ من دخلها البحثي من الاتحاد الأوروبي. كل التمويل لصافي المستفيدين من الاتحاد الأوروبي بما في ذلك الجامعات تم ضمانه من قبل الحكومة في أغسطس 2016. قبل إعلان التمويل أفاد تحقيق صحفي أن بعض المشاريع البحثية كانت مترددة في ضم الباحثين البريطانيين بسبب عدم اليقين بشأن التمويل. تعتبر المملكة المتحدة حالياً جزءًا من منطقة الأبحاث الأوروبية ومن المرجح أن ترغب المملكة المتحدة في البقاء عضوًا مرتبطًا بها.

### الرياضة والثقافة
سوف يكون للانسحاب تأثير على الرياضة والثقافة. قبل الانسحاب يحتاج الناس من دول الاتحاد الأوروبي / المنطقة الاقتصادية الأوروبية إلى الحد الأدنى من البيروقراطية للعب أو الأداء في المملكة المتحدة. بعد خروج بريطانيا من الاتحاد الأوروبي يحتاج أي أجنبي يريد القيام بذلك أكثر من مؤقتًا إلى تصريح عمل. في الوقت الحاضر قبل خروج بريطانيا من الاتحاد الأوروبي فإن تصاريح العمل هذه للاعبين من خارج الاتحاد الأوروبي يمكن أن تكون صعبة خاصة بالنسبة للاعبين الشباب أو الأقل مرتبة.

### اسكتلندا

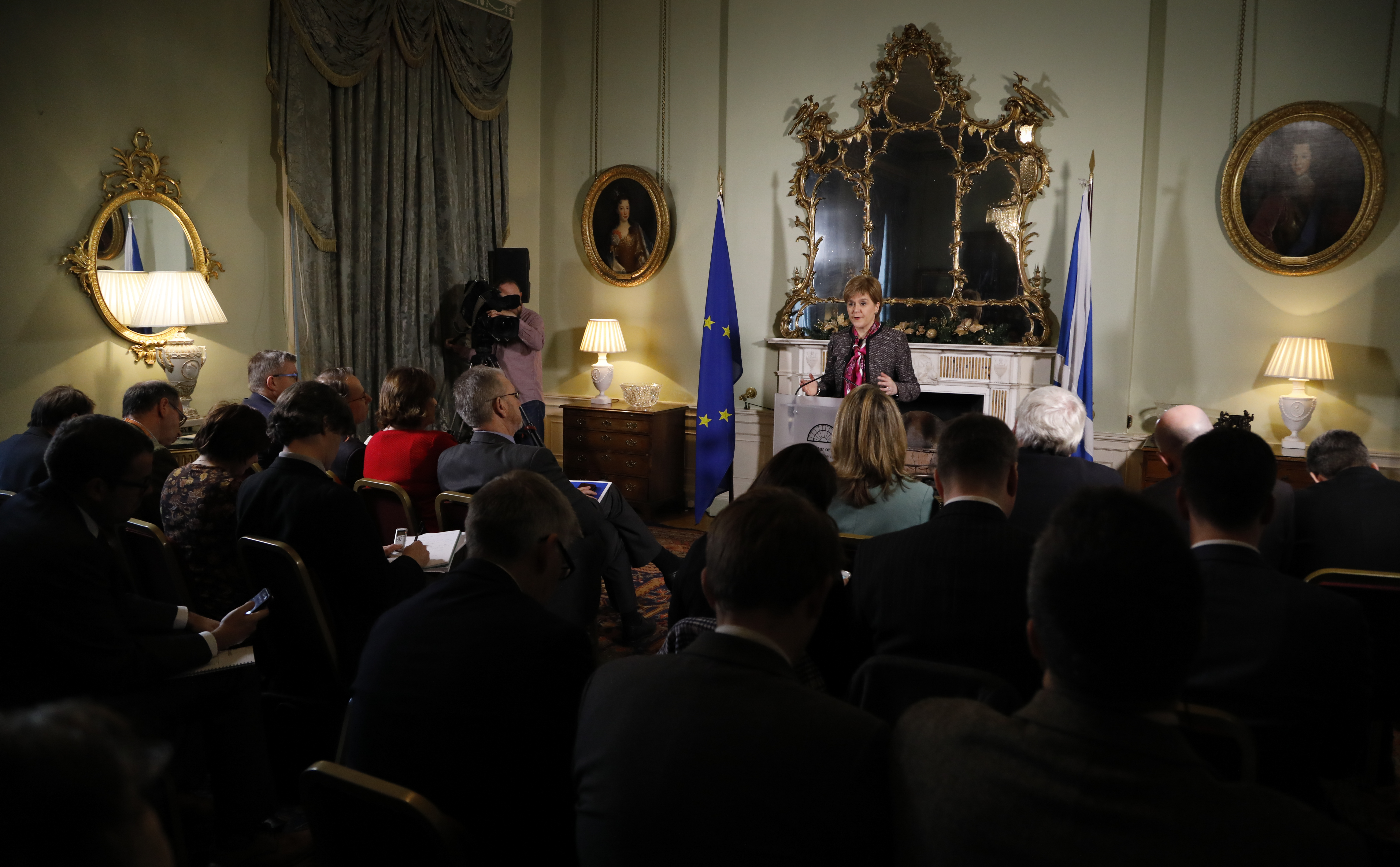
رئيسة وزراء إسكتلندا نيكولا ستارجن تخاطب الصحفيين حول الانسحاب ومكان اسكتلندا داخل أوروبا في مقر رئاسة الوزراء.

باقتراح من الحكومة الاسكتلندية قبل الاستفتاء أعلنت رئيسة الوزراء في اسكتلندا أن المسؤولين يخططون لاستفتاء الاستقلال بسبب نتيجة تصويت اسكتلندا بالبقاء في الاتحاد الأوروبي عندما صوتت إنجلترا وويلز للمغادرة. في مارس 2017 طلبت زعيمة الحزب الوطني الإسكتلندي ورئيسة الوزراء نيكولا ستارجن استفتاء ثان على الاستقلال الإسكتلندي في 2018 أو 2019 (قبل خروج بريطانيا الرسمي من الاتحاد الأوروبي). رفضت رئيسة الوزراء البريطانية على الفور التوقيت المطلوب ولكن ليس الاستفتاء نفسه. تمت الموافقة على الاستفتاء من قبل البرلمان الإسكتلندي في 28 مارس 2017. دعت ستارجن إلى «عودة مرحلية» من اسكتلندا المستقلة مرة أخرى إلى الاتحاد الأوروبي.
بعد الاستفتاء اقترحت رئيسة الوزراء ستارجن أن اسكتلندا قد ترفض الموافقة على التشريع المطلوب لمغادرة الاتحاد الأوروبي على الرغم من أن بعض المحامين يزعمون أن اسكتلندا لا تستطيع منع خروج بريطانيا من الاتحاد الأوروبي.
في 21 مارس 2018 وافق البرلمان الإسكتلندي على مشروع قانون استمرارية اسكتلندا. تم إقرار هذا بسبب توقف المفاوضات بين الحكومة الاسكتلندية والحكومة البريطانية حول المكان الذي يجب أن توضع فيه القوى ضمن مناطق السياسة العامة بعد يوم الخروج من الاتحاد الأوروبي. يسمح هذا القانون لجميع المناطق السياسية المنوط بها بالبقاء ضمن اختصاص البرلمان الإسكتلندي ويقلل من السلطة التنفيذية في يوم الخروج الذي ينص عليه قانون سحب المملكة المتحدة لوزراء التاج. اكتسب مشروع القانون الموافقة الملكية في 28 أبريل 2018.

### النقل

#### الطيران
الطيران قد يتأثر بشدة. لدى الاتحاد الأوروبي قواعد تسمح لشركات الطيران التابعة لها بالتحليق في أي مكان في الاتحاد بوصفه طيران محلي ولن ينطبق ذلك على المملكة المتحدة. كما يوجد لدى الاتحاد الأوروبي معاهدات مع العديد من الدول التي تنظم حق الطيران والإقلاع والهبوط هناك على سبيل المثال الولايات المتحدة. ما لم يتم إصدار تصريح أو معاهدات جديدة مع المملكة المتحدة قد يتوقف الطيران من وإلى المملكة المتحدة. بدأت المملكة المتحدة في عقد صفقات مع دول خارج الاتحاد الأوروبي.
لم تعد وكالة سلامة الطيران الأوروبية تغطي شركات الطيران البريطانية.

#### السكك الحديدية
في حالة عدم التوصل إلى اتفاق قالت الحكومة الفرنسية أن القطارات في نفق المانش لن يُسمح لها بالدخول إلى فرنسا.

#### حركة مرور الطريق
إن اتفاقية فيينا بشأن حركة المرور على الطرق مكتوبة من قبل الأمم المتحدة وليس الاتحاد الأوروبي مما يسمح بحركة المرور بين المملكة المتحدة والاتحاد الأوروبي حتى بدون صفقة.
ستبقى المملكة المتحدة في الاتفاقية الأوروبية المشتركة العابرة بعد خروج بريطانيا. هذا ينطبق على أي علاقة تجارية جديدة مع الاتحاد الأوروبي بما في ذلك بعد الخروج بدون معاهدة اتفاق الانسحاب. تنطبق لجنة مكافحة الإرهاب على نقل البضائع بين الدول الأعضاء في الاتحاد الأوروبي وبلدان الرابطة الأوروبية للتجارة الحرة (آيسلندا والنرويج وليختنشتاين وسويسرا) وكذلك تركيا ومقدونيا وصربيا. تقلل لجنة مكافحة الإرهاب باتفاقية تكميلية بشأن تبسيط الإجراءات الشكلية في تجارة السلع الأعباء الإدارية على المتداولين عن طريق إزالة الحاجة إلى إعلانات استيراد/تصدير إضافية عند عبور الأراضي الجمركية وتوفر فوائد التدفق النقدي عن طريق السماح بحركة البضائع عبر المنطقة الجمركية دون دفع الرسوم حتى الوجهة النهائية.
في حالة «عدم وجود صفقة» للانسحاب سيكون عدد التصاريح المتاحة لسائقي النقل «محدود للغاية»: تقترح وزارة النقل تخصيصها عن طريق القرعة. حتى مع وجود اتحاد جمركي تشير تجربة المتعهدات التركية إلى وجود صعوبات وتأخيرات كبيرة تحدث على الحدود وداخل بعض البلدان.

#### الشحن
ستستمر العبّارات لكن مع عوائق مثل الشيكات الجمركية. ستظهر معابر جديدة بين أيرلندا والقارة.

## تأثير الانسحاب على العلاقات الثنائية البريطانية

### الاتفاقيات الدولية
قالت صحيفة فاينانشيال تايمز أنه كان هناك ما يقرب من 759 اتفاقية دولية تشمل 168 دولة من خارج الاتحاد الأوروبي وأن المملكة المتحدة لن تكون طرفًا في مغادرة الاتحاد الأوروبي. لا يشمل هذا الرقم اتفاقات منظمة التجارة العالمية أو الأمم المتحدة الاختيارية ويستثني «الاتفاقات الضيقة» التي قد يكون من الضروري إعادة التفاوض بشأنها.

### الأمن
أثيرت مخاوف من أن الانسحاب قد يخلق مشاكل أمنية للمملكة المتحدة. على وجه الخصوص في تطبيق القانون ومكافحة الإرهاب حيث يمكن للمملكة المتحدة استخدام قواعد بيانات الاتحاد الأوروبي على الأفراد الذين يعبرون الحدود البريطانية. قام خبراء أمنيون بإحالة قواعد بيانات تبادل المعلومات في الاتحاد الأوروبي للمساعدة في إحباط المؤامرات الإرهابية. أعرب القادة البريطانيون عن دعمهم للاحتفاظ بالوصول إلى قواعد بيانات تبادل المعلومات هذه لكن يمكن أن يكون الأمر معقدًا للحصول على هذا الوصول باعتباره غير عضو في الاتحاد الأوروبي. سيشهد الانسحاب أيضا تعقيد طلبات التسليم. في ظل سيناريو خروج بريطانيا من الاتحاد الأوروبي ستفقد المملكة المتحدة إمكانية الوصول إلى أدوات إنفاذ القانون الأساسية مثل قواعد البيانات التي تتضمن سجلات السفر بالطائرة الأوروبية وتسجيل المركبات وبصمات الأصابع وملفات الحمض النووي.

### خيارات لاستمرار العلاقة مع الاتحاد الأوروبي
يمكن أن تتخذ علاقة بريطانيا ما بعد خروجها مع باقي أعضاء الاتحاد الأوروبي عدة أشكال. اقترحت ورقة بحث قدمت إلى برلمان المملكة المتحدة في يوليو 2013 عددًا من بدائل العضوية التي ستستمر في السماح بالوصول إلى السوق الداخلية للاتحاد الأوروبي. يشمل ذلك البقاء في المنطقة الاقتصادية الأوروبية التفاوض على اتفاقيات ثنائية عميقة على النموذج السويسري أو الخروج من الاتحاد الأوروبي دون عضوية المنطقة الاقتصادية الأوروبية أو اتفاق تجاري بموجب خيار منظمة التجارة العالمية. قد تكون هناك صفقة مؤقتة بين الوقت الذي تغادر فيه المملكة المتحدة الاتحاد الأوروبي وعندما تدخل العلاقة النهائية حيز التنفيذ.

### الحدود مع جمهورية أيرلندا

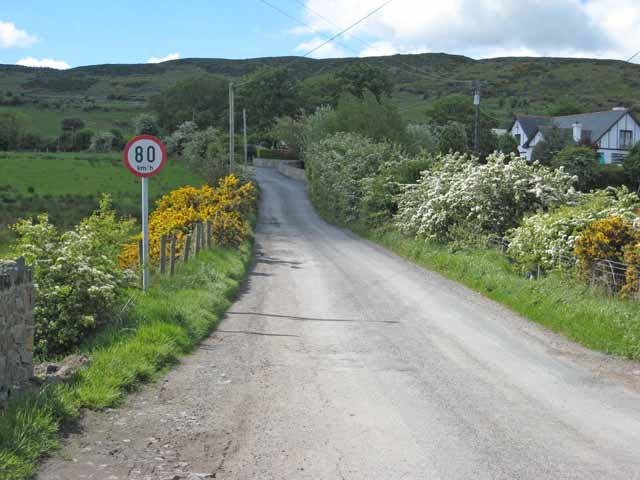
تعبر حدود المملكة المتحدة / جمهورية أيرلندا هذا الطريق في كيلين (بالقرب من نيوري) والذي لا يميزه سوى حد للسرعة بالكيلومتر/ساعة. (تستخدم أيرلندا الشمالية ميل/ساعة.)

هناك قلق حول ما إذا كانت الحدود بين جمهورية أيرلندا وأيرلندا الشمالية تصبح «حدودًا صعبة» مع عمليات فحص الجمارك والجوازات على الحدود وما إذا كان ذلك سيؤثر على اتفاق الجمعة العظيمة التي جلبت السلام إلى أيرلندا الشمالية. من أجل منع هذا اقترح الاتحاد الأوروبي «اتفاقية دعم» ضمن اتفاقية الانسحاب التي من شأنها أن تضع أيرلندا الشمالية تحت مجموعة من قواعد الاتحاد الأوروبي من أجل الحيلولة دون الحاجة إلى مراقبة الحدود. على الرغم من أن حكومة المملكة المتحدة قد وقّعت على المقترحات بما في ذلك الدعم إلا أنها تعتبر فكرة تطبيق قواعد الاتحاد الأوروبي في أيرلندا الشمالية فقط تهديدًا لسلامة المملكة المتحدة كما أنها لا تريد أن تخضع المملكة المتحدة ككل قواعد الاتحاد الأوروبي والاتحاد الجمركي إلى أجل غير مسمى. في أواخر أكتوبر 2018 حذر المكتب الوطني لمراجعة الحسابات من أنه قد فات الأوان بالفعل على إعداد فحوص الأمن الحدودية الإيرلندية اللازمة في حالة عدم التوصل إلى صفقة الانسحاب - وهو ضعف يمكن أن تستغله الجريمة المنظمة بسرعة.
حتى مارس 2019 ستكون كل من المملكة المتحدة وجمهورية أيرلندا أعضاء في الاتحاد الأوروبي وبالتالي كلاهما في الاتحاد الجمركي والسوق الموحدة. هناك حرية تنقل لجميع مواطني الاتحاد الأوروبي داخل منطقة السفر المشتركة ولا توجد ضوابط جمركية أو ضوابط للهجرة الثابتة على الحدود. منذ عام 2005 كانت الحدود غير مرئية بشكل أساسي. بعد خروج بريطانيا من الاتحاد الأوروبي ستصبح الحدود بين أيرلندا الشمالية وجمهورية أيرلندا حدوداً أرضية بين الاتحاد الأوروبي ودولة غير تابعة للاتحاد الأوروبي قد تستلزم شيكات على السلع عند الحدود اعتمادًا على التعاون والمواءمة بين اللوائح بين البلدين. من الممكن إذن أن تعود الحدود إلى نقطة «صلبة» مع وجود عدد أقل من المراكز العابرة الخاضعة للسيطرة والبنية التحتية الجمركية. اتفق كل من الاتحاد الأوروبي والمملكة المتحدة على ضرورة تجنب ذلك.

### الحدود مع فرنسا
صرح رئيس المجلس الإقليمي لفلاكس دي فرانس كزافييه برتراند في فبراير 2016 أنه «إذا غادرت بريطانيا أوروبا فستغادر الحدود على الفور إلى كاليه وتذهب إلى دوفر. لن نستمر في حراسة الحدود لبريطانيا إذا لم يعد في الاتحاد الأوروبي» مشيرا إلى أن الضوابط المنصوص عليها ستنتهي بتصويت الانسحاب. كما اقترح وزير المالية الفرنسي إيمانويل ماكرون أن الاتفاقية «مهددة» بتصويت الانسحاب. تم التنازع على هذه الادعاءات حيث أن معاهدة لو توكويت 2003 التي كانت تمكّن من ضبط الضوابط لم تكن معاهدة للاتحاد الأوروبي ولن تكون باطلة قانونًا عند المغادرة.
بعد تصويت الانسحاب طلب كزافييه برتراند من فرانسوا أولاند إعادة التفاوض على اتفاقية توكيت التي يمكن إنهاؤها من قبل أي طرف مع إشعار لمدة عامين. رفض أولاند الاقتراح وقال: «إن التشكيك في اتفاق توكيت بحجة أن بريطانيا صوتت لصالح خروج بريطانيا من الاتحاد الأوروبي وسيتعين عليها بدء مفاوضات لمغادرة الاتحاد لا معنى له». أكد وزير الداخلية الفرنسي برنار كازنوف أنه لن تكون هناك «تغييرات في الاتفاق». قال: «الحدود في كاليه مغلقة وستبقى كذلك».

### جبل طارق واسبانيا

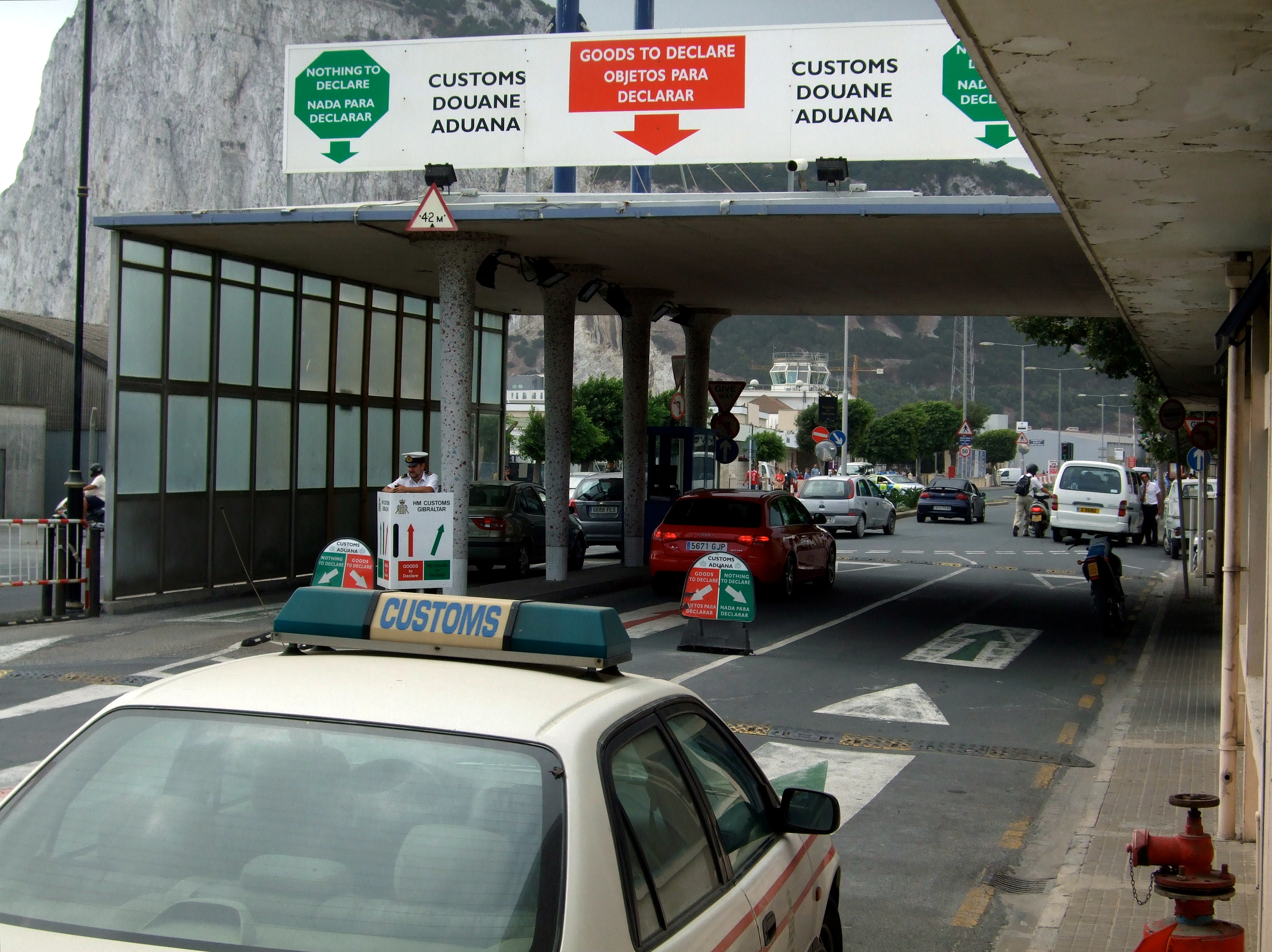
سيارات تعبر إلى جبل طارق لتخليص إجراءات الجمارك. يقع جبل طارق خارج الاتحاد الجمركي ومنطقة ضريبة القيمة المضافة ومنطقة شنغن.

يقع جبل طارق خارج منطقة الجمارك المشتركة للاتحاد الأوروبي والسياسة التجارية المشتركة وكذلك الحدود الجمركية مع إسبانيا. ومع ذلك تظل الأرض داخل الاتحاد الأوروبي حتى يتم الانتهاء من الانسحاب.
خلال الحملة المفضية إلى الاستفتاء حذر رئيس وزراء جبل طارق من أن خروج بريطانيا من الاتحاد الأوروبي يشكل تهديدًا لسلامة جبل طارق. صوت جبل طارق بأغلبية ساحقة (96٪) على البقاء في الاتحاد الأوروبي. بعد النتيجة جدد وزير الخارجية الإسباني دعواته إلى السيطرة الإسبانية البريطانية المشتركة على شبه الجزيرة. تم رفض هذه الدعوات بشدة من قبل رئيس وزراء جبل طارق وأثيرت تساؤلات حول مستقبل حركة المرور المتدفقة على الحدود بين جبل طارق وإسبانيا. تعلن حكومة المملكة المتحدة أنها لن تتفاوض إلا على سيادة جبل طارق بموافقة شعبها.
في فبراير 2018 أعرب السير جو بوسانو وزير المشاريع والتدريب والعمالة والصحة والسلامة في جبل طارق (ورئيس الوزراء الأسبق) عن إحباطه إزاء موقف الاتحاد الأوروبي مشيرًا إلى أنه تم منح إسبانيا حق النقض مضيفًا: «إنه يكفي تحويلني من مؤيد للاتحاد الأوروبي إلى مؤيد للانسحاب».
في أبريل 2018 أعلن وزير الخارجية الإسباني ألفونسو داستيس أن إسبانيا تأمل في التوقيع على اتفاقية ثنائية مع بريطانيا حول جبل طارق قبل أكتوبر حتى لا تعوق صفقة الانسحاب. شهدت المحادثات بين لندن ومدريد تقدمًا جيدًا. في الوقت الذي أكد فيه على الهدف الأسباني الطويل الأجل المتمثل في «استعادة» جبل طارق قال أن إسبانيا لن تحتجز جبل طارق على أنه «رهينة» لمفاوضات الاتحاد الأوروبي. كان سلف داستيس خوسيه مانويل غارسيا-مارغالو (الذي كان مقاتلًا للغاية في نزاع جبل طارق خلال فترة عمله الوزارية) قد طلب من داستيس خلال تنصيب الأخير أن لا يضيع فرصة التقدم في المطالبة الإسبانية بالإقليم. بعد نجاح التصويت بطلب حجب الثقة عن الحكومة الإسبانية بقيادة ماريانو راخوي 2018 عندما أصبح وزيراً للخارجية الجديد أكد لاحقاً أن الموقف الدبلوماسي لإسبانيا بقي كما هو مع داستيس «مع نفس فريق التفاوض ونفس النهج».

### العلاقات مع كندا وأستراليا ونيوزيلندا
لقد جادل الناشطون والسياسيون المؤيدون لخروج بريطانيا من الاتحاد الأوروبي بأنه من أجل التفاوض على اتفاقيات التجارة والهجرة مع دول كانزوك - كندا وأستراليا ونيوزيلندا والمملكة المتحدة. انتقد العديد من الأكاديميين هذا البديل لعضوية الاتحاد الأوروبي ب«حنين ما بعد الإمبراطورية». يلاحظ الاقتصاديون أن المسافة تقلل التجارة وهي أحد الجوانب الرئيسية لنموذج جاذبية التجارة وهو ما يعني أنه حتى لو تمكنت المملكة المتحدة من الحصول على شروط تجارية مماثلة مع دول كانزوك كما كانت كجزء من السوق الموحدة فإن ذلك سيكون أقل قيمة بكثير المملكة المتحدة.

## عواقب الانسحاب للاتحاد الأوروبي

### الهيكل والميزانية
بعد فترة قصيرة من الاستفتاء نشر البرلمان الألماني تحليلاً حول عواقب خروج بريطانيا من الاتحاد الأوروبي وتحديدًا على الوضع الاقتصادي والسياسي لألمانيا. وفقا لذلك تعد بريطانيا بعد الولايات المتحدة وفرنسا ثالث أهم سوق تصدير للمنتجات الألمانية. في إجمالي صادرات ألمانيا من السلع والخدمات إلى بريطانيا بقيمة حوالي 120 مليار يورو سنوياً أي حوالي 8٪ من الصادرات الألمانية مع تحقيق ألمانيا فائض تجاري مع بريطانيا بقيمة 36.3 مليار يورو (2014). إذا كان هناك «خروج بريطاني صعب» فستكون الصادرات خاضعة لعادات وتعرفات منظمة التجارة العالمية. بلغ متوسط الرسوم الجمركية على التجارة 2.4 في المائة لكن التعريفة على السيارات على سبيل المثال هي 9.7% وبالتالي ستتأثر التجارة في السيارات بشكل خاص وهذا من شأنه أيضا أن يؤثر على الشركات المصنعة للسيارات الألمانية مع مصانع الإنتاج في المملكة المتحدة. إجمالاً تعتمد 750 ألف وظيفة في ألمانيا على التصدير إلى بريطانيا بينما يعتمد نحو ثلاثة ملايين وظيفة على الجانب البريطاني على التصدير إلى الاتحاد الأوروبي. ومع ذلك تؤكد الدراسة على أن التنبؤات المتعلقة بالآثار الاقتصادية لخروج بريطانيا من الاتحاد الأوروبي تخضع لدرجة كبيرة من عدم اليقين.
مع خروج بريطانيا من الاتحاد الأوروبي سيخسر الاتحاد الأوروبي ثاني أكبر اقتصاد له وهو البلد الذي يضم ثالث أكبر عدد من السكان و«العاصمة المالية للعالم» كما ذكرت صحيفة مونشنر ميركور الألمانية. علاوة على ذلك سيفقد الاتحاد الأوروبي ثاني أكبر مساهم في ميزانية الاتحاد الأوروبي (2015: ألمانيا 14.3 مليار يورو والمملكة المتحدة 11.5 مليار يورو وفرنسا 5.5 مليار يورو).
بالتالي فإن رحيل بريطانيا سيؤدي إلى عبء مالي إضافي على بقية المساهمين ما لم يتم تخفيض الميزانية وفقا لذلك: ألمانيا على سبيل المثال سيتعين عليها دفع 4.5 مليار يورو إضافية لعام 2019 ومرة أخرى لعام 2020 بالإضافة إلى ذلك لن تكون المملكة المتحدة مساهماً في بنك الاستثمار الأوروبي حيث يمكن لأعضاء الاتحاد الأوروبي المشاركة فقط. تبلغ حصة بريطانيا 16٪ بقيمة 39.2 مليار يورو (2013) والتي سوف تنسحب بريطانيا ما لم يكن هناك تغيير في معاهدة الاتحاد الأوروبي.

### مجلس الاتحاد الأوروبي
تشير التحليلات إلى أن رحيل المملكة المتحدة ذات الاقتصاد الليبرالي نسبياً سيقلل من قدرة البلدان الليبرالية الاقتصادية المتبقية على عرقلة التدابير في مجلس الاتحاد الأوروبي. وفقًا لمعاهدة لشبونة (2009) يتم اتخاذ قرارات المجلس عن طريق التصويت بالأغلبية المؤهلة مما يعني أنه يمكن حظر وجهة نظر الأغلبية إذا كان أربعة أعضاء على الأقل من أعضاء المجلس يمثلون 35٪ على الأقل من سكان الاتحاد اختار أن يفعل ذلك. في العديد من الأصوات السياسية كانت بريطانيا المتحالفة مع حلفاء آخرين من دول الاتحاد الأوروبي الشمالية (ألمانيا وأيرلندا وهولندا والدول الاسكندنافية ودول البلطيق) أقلية بنسبة 35٪. خروج المملكة المتحدة من الاتحاد الأوروبي يعني أنه لم يعد من الممكن تجميع هذه الأقلية المحظورة دون دعم من دول أخرى مما أدى إلى تكهنات بأنها قد تمكن دول الاتحاد الأوروبي الأكثر حمائية من تحقيق مقترحات محددة مثل تخفيف انضباط الميزانية الأوروبية أو توفير الاتحاد الأوروبي أو ضمانات على نطاق واسع داخل الاتحاد المصرفي.

### البرلمان الأوروبي
من المتوقع أن يحتفظ أعضاء البرلمان الأوروبي في المملكة المتحدة بالحقوق الكاملة للمشاركة في البرلمان الأوروبي حتى الموعد النهائي بموجب المادة 50. ومع ذلك كانت هناك مناقشات حول استبعاد أعضاء البرلمان الأوروبي في المملكة المتحدة من مناصب اللجان الرئيسية.
سيتعين على الاتحاد الأوروبي لاتخاذ قرار بشأن قسمة المنقحة من المقاعد في البرلمان الأوروبي في وقت لانتخاب البرلمان الأوروبي المقبل المتوقع عقده في يونيو 2019 عندما 73 عضو في البرلمان الأوروبي في المملكة المتحدة قد أخلوا مقاعدهم. في أبريل 2017 ناقش مجموعة من المشرعين الأوروبيين ما يجب فعله بشأن المقاعد التي تم إخلاؤها. إحدى الخطط تنص على دعم من جياني بيتيلا وإيمانويل ماكرون باستبدال 73 مقعدا مع قائمة دائرة عموم أوروبا. تشمل الخيارات الأخرى التي تم النظر فيها إسقاط المقاعد البريطانية دون استبدال وإعادة تخصيص بعض أو كل المقاعد الموجودة من دول أخرى للحد من عدم المساواة في التمثيل.

### النظام القانوني
سيترك خروج المملكة المتحدة من الاتحاد الأوروبي أيرلندا وقبرص باعتبارهما الدولتين الوحيدتين اللتين تطبقان القانون العام في الاتحاد الأوروبي. اقترح بول غالاغر المدعي العام الأسبق في أيرلندا أن هذا سيعزل تلك البلدان ويحرمها من شريك قوي يتقاسم مصلحة مشتركة في ضمان عدم صياغة أو تفسير تشريع الاتحاد الأوروبي بطريقة تتعارض مع مبادئ القانون العام. قالت لوسيندا كريتون وزيرة الشؤون القانونية الأيرلندية السابقة أن أيرلندا تعتمد على «القدرة البيروقراطية للمملكة المتحدة» لفهم والتأثير وتنفيذ تشريعات الاتحاد الأوروبي.

### منظمة التجارة العالمية
ظهرت أسئلة حول الكيفية التي يجب أن تتطور بها الترتيبات الدولية القائمة مع الاتحاد الأوروبي بموجب شروط منظمة التجارة العالمية. ترغب بعض الدول - مثل أستراليا والولايات المتحدة - في تحدي أساس التقسيم (أي التقسيم بين المملكة المتحدة والاتحاد الأوروبي المستمر) من جداول التجارة التي سبق الاتفاق عليها بينها وبين الاتحاد الأوروبي لأنها تقلل من مرونتها.

## الرأي العام والتعليق

### تعليق علني حتى فبراير 2017 ورقة بيضاء بالمملكة المتحدة
قال العديد من قادة الاتحاد الأوروبي أنهم لن يبدأوا أي تفاوض قبل أن تستشهد المملكة المتحدة رسميا بالمادة 50. أمر جان كلود يونكر جميع أعضاء مفوضية الاتحاد الأوروبي بعدم الدخول في أي نوع من الاتصالات مع الأحزاب البريطانية بشأن خروج بريطانيا من الاتحاد الأوروبي. في أكتوبر 2016 ذكر أنه كان مضطربًا لأن البريطانيين لم يطوروا شعوراً بالمجتمع الأوروبي خلال 40 عامًا من العضوية ونفى يونكر أن خروج بريطانيا من الاتحاد الأوروبي كان بمثابة تحذير للاتحاد الأوروبي حيث وضع تصورًا لسياسة دفاعية للاتحاد الأوروبي بدون البريطانيين بعد خروج بريطانيا من الاتحاد الأوروبي ورفض اقتراحًا مفاده أنه ينبغي على الاتحاد الأوروبي التفاوض بطريقة تمكن بريطانيا من إجراء استفتاء ثانٍ. في 5 نوفمبر 2016 رد يونكر على تقارير بعض الشركات الأوروبية التي تسعى إلى إبرام اتفاقيات مع حكومة المملكة المتحدة وحذر: "أنا أخبرهم [الشركات] أنه لا ينبغي لهم التدخل في النقاش لأنهم سيجدون أنني سوف أحظر. ذكر يونكر في فبراير 2017 أن المملكة المتحدة من المتوقع أن تسدد التزاماتها المستحقة لمشاريع الاتحاد الأوروبي والمعاشات التقاعدية كجزء من عملية الانسحاب مما يوحي بأن مثل هذه القوانين ستكون "كبيرة جدًا".
التقى وزير الخارجية الألماني فرانك-فالتر شتاينماير مع وزير الخارجية البريطاني بوريس جونسون في 4 نوفمبر 2016. شدد جونسون على أهمية العلاقات البريطانية الألمانية في حين رد شتاينماير بأن الرأي الألماني كان أنه كان ينبغي على المملكة المتحدة أن تصوت للبقاء في الاتحاد الأوروبي وأن الأولوية الألمانية الآن هي الحفاظ على الاتحاد المتبقي المكون من 27 عضوًا. لا يمكن أن تكون هناك مفاوضات قبل أن تخطرك المملكة المتحدة رسميًا. التأخير الطويل قبل بدء المفاوضات سيكون ضارًا. لم تستطع بريطانيا الحفاظ على مزايا السوق الموحدة ولكن في الوقت نفسه تلغي «القواعد الأقل طعمًا».
أوضحت رئيسة الوزراء المعيّنة حديثًا تيريزا ماي أن المفاوضات مع الاتحاد الأوروبي تتطلب «مقاربةً واسعةً في المملكة المتحدة». في 15 يوليو 2016 قالت: «لقد قلت بالفعل إنني لن أقوم بإطلاق المادة 50 حتى أعتقد أن لدينا نهجًا وأهدافًا للمملكة المتحدة في المفاوضات - أعتقد أنه من المهم أن نثبت ذلك قبل أن نطلق المادة 50».
وفقا لصحيفة ديلي تلغراف أنفقت إدارة الخروج من الاتحاد الأوروبي ما يزيد عن 250،000 جنيه إسترليني بناء على نصيحة قانونية من كبار المحامين الحكوميين خلال شهرين وكانت لديها خطط لتجنيد المزيد من الأشخاص. قال نك كلغ أن الأرقام أظهرت أن الخدمة المدنية غير مستعدة للمفاوضات المعقدة للغاية.
في أعقاب تصويت المملكة المتحدة لمغادرة الاتحاد الأوروبي تم إنشاء وزارة التجارة الدولية من أجل ضرب وتمديد الاتفاقات التجارية بين المملكة المتحدة والدول غير المنضمة للاتحاد الأوروبي من قبل رئيسة الوزراء تيريزا ماي بعد فترة وجيزة من تسلمها منصبها في 13 يوليو 2016. يعمل بها حوالي 200 مفاوض تجاري ويشرف عليها وزير الدولة للتجارة الدولية ليام فوكس حاليًا.
في 17 يناير 2017 أعلنت رئيسة الوزراء تيريزا ماي عن سلسلة من 12 هدفاً للتفاوض في خطاب ألقته في لانكستر هاوس. تتكون هذه من نهاية لولاية محكمة العدل الأوروبية والانسحاب من السوق الموحدة مع «اتفاقية تجارة حرة شاملة» لتحل محل ذلك واتفاق جمركي جديد يستبعد التعريفة الخارجية المشتركة والسياسة التجارية المشتركة للاتحاد الأوروبي ونهاية للحرية التنقل للناس والتعاون في مجال الجريمة والإرهاب والتعاون في مجالات العلوم والتكنولوجيا والمشاركة مع الإدارات المفوضة والحفاظ على منطقة السفر المشتركة مع أيرلندا والحفاظ على حقوق العمال الحاليين. كما أكدت «أن الحكومة ستضع الصفقة النهائية المتفق عليها بين المملكة المتحدة والاتحاد الأوروبي للتصويت [المجدي] في مجلسي البرلمان قبل أن تدخل حيز التنفيذ».
أعلنت الحكومة عزمها على «تأمين المصالح الخاصة لاسكتلندا وويلز وأيرلندا الشمالية وكذلك مصالح جميع أنحاء إنجلترا». من خلال اللجنة الوزارية المشتركة المعنية بمفاوضات الاتحاد الأوروبي تعتزم الحكومة إشراك آراء البرلمان الإسكتلندي والويلزي والأيرلندي الشمالي في عملية التفاوض على خروج المملكة المتحدة من الاتحاد الأوروبي. على سبيل المثال في اجتماع يناير 2017 للجنة العسكرية المشتركة (بالإنكليزية) تم النظر في اقتراح الحكومة الاسكتلندية بالبقاء في المنطقة الاقتصادية الأوروبية.

### إبداء التعليقات العامة قبل 50 وما بعدها
قال مفاوض الاتحاد الأوروبي جاي فيرهوفشتان كبير المفاوضين في البرلمان الأوروبي أن: «جميع المواطنين البريطانيين اليوم يتمتعون أيضًا بجنسية الاتحاد الأوروبي. هذا يعني عددًا من الأشياء: إمكانية المشاركة في الانتخابات الأوروبية وحرية السفر دون مشكلة داخل الاتحاد. نحن بحاجة إلى ترتيب يمكن أن يستمر فيه هذا الترتيب بالنسبة للمواطنين الذين يطلبون ذلك على أساس فردي». الاقتراح هو «الجنسية المنتسبة».
دعا اجتماع للاتحاد الأوروبي لمناقشة خروج بريطانيا من الاتحاد الأوروبي في 29 أبريل 2017 دونالد توسك إلى أن "الأولوية ستعطي وضوحًا" لسكان الاتحاد الأوروبي ورجال الأعمال والدول الأعضاء بشأن المحادثات المقبلة ". دعا بارنييه إلى الانتهاء من المحادثات بحلول أكتوبر 2018 لإتاحة الوقت حتى يتم التصديق على أي اتفاق قبل مغادرة المملكة المتحدة في مارس 2019.
دعا شين فين لإجراء استفتاء لإنشاء أيرلندا الموحدة بعد قرار الأغلبية في أيرلندا الشمالية (56٪ إلى 44٪) للتصويت لا لاستفتاء الانسحاب و2 مارس لبرلمان ايرلندا الشمالية حيث زاد شين فين عدد مقاعده.
في أوائل شهر مايو قال جان كلود يونكر أن مغادرة المملكة المتحدة للاتحاد الأوروبي كانت «مأساة» وأنها جزء من مسؤولية الاتحاد الأوروبي. «لقد قام الاتحاد الأوروبي في كثير من النواحي بالكثير وخاصة اللجنة» بما في ذلك «الكثير من التنظيم والعديد من التدخلات في حياة مواطنينا». قامت المفوضية الأوروبية في أعقاب مبادرة «التنظيم الأفضل» التي كانت سارية قبل الانسحاب بتخفيض عدد المقترحات التشريعية من 130 إلى 23 في السنة.

### استطلاع رأي ما بعد الاستفتاء
بعد استفتاء الاتحاد الأوروبي كانت هناك العديد من استطلاعات الرأي حول مسألة ما إذا كانت المملكة المتحدة «صائبة» أو «خاطئة» للتصويت لمغادرة الاتحاد الأوروبي. يتم عرض نتائج هذه الاستطلاعات في الجدول أدناه.
| تاريخ الإجراء            | صائب | خاطيء | متردد | التقدم | العينة | التي أجراها | نوع الاقتراع | المحلاحظات |
| ------------------------ | --- | --- | --- | --- | --- | --- | --- | --- |
| 18 يناير 2019            | 41% | 43% | 16% | 2% | 1,021 | سكاي داتا | أونلاين | |
| 16 يناير 2019            | 40% | 50% | 10% | 10% | 1,070 | يوغوف | أونلاين | |
| 15 يناير 2019            | صوت مجلس العموم على رفض اتفاقية الانسحاب المقترحة من الحكومة.                                                                                    | صوت مجلس العموم على رفض اتفاقية الانسحاب المقترحة من الحكومة.                                                                                    | صوت مجلس العموم على رفض اتفاقية الانسحاب المقترحة من الحكومة.                                                                                    | صوت مجلس العموم على رفض اتفاقية الانسحاب المقترحة من الحكومة.                                                                                    | صوت مجلس العموم على رفض اتفاقية الانسحاب المقترحة من الحكومة.                                                                                    | صوت مجلس العموم على رفض اتفاقية الانسحاب المقترحة من الحكومة.                                                                                    | صوت مجلس العموم على رفض اتفاقية الانسحاب المقترحة من الحكومة.                                                                                    | صوت مجلس العموم على رفض اتفاقية الانسحاب المقترحة من الحكومة.                                                                                    |
| 6-7 يناير 2019           | 39% | 48% | 12% | 9% | 1,656 | يوغوف | أونلاين | |
| 21 Dec 2018-4 يناير 2019 | 40% | 48% | 12% | 8% | 25,537 | يوغوف | أونلاين | |
| 12-14 ديسمبر 2018        | 41% | 47% | 12% | 6% | 5,043 | يوغوف | أونلاين | |
| 3-4 ديسمبر 2018          | 38% | 49% | 13% | 11% | 1,624 | يوغوف | أونلاين | |
| 9-30 نوفمبر 2018         | وزراء بما في ذلك وزير الانسحاب دومينيك راب ووزير العمل والمعاشات إستير ماكفاي استقال احتجاجا على اتفاق سحب الحكومة المقترحة (أو إلى خطط تسبقها). | وزراء بما في ذلك وزير الانسحاب دومينيك راب ووزير العمل والمعاشات إستير ماكفاي استقال احتجاجا على اتفاق سحب الحكومة المقترحة (أو إلى خطط تسبقها). | وزراء بما في ذلك وزير الانسحاب دومينيك راب ووزير العمل والمعاشات إستير ماكفاي استقال احتجاجا على اتفاق سحب الحكومة المقترحة (أو إلى خطط تسبقها). | وزراء بما في ذلك وزير الانسحاب دومينيك راب ووزير العمل والمعاشات إستير ماكفاي استقال احتجاجا على اتفاق سحب الحكومة المقترحة (أو إلى خطط تسبقها). | وزراء بما في ذلك وزير الانسحاب دومينيك راب ووزير العمل والمعاشات إستير ماكفاي استقال احتجاجا على اتفاق سحب الحكومة المقترحة (أو إلى خطط تسبقها). | وزراء بما في ذلك وزير الانسحاب دومينيك راب ووزير العمل والمعاشات إستير ماكفاي استقال احتجاجا على اتفاق سحب الحكومة المقترحة (أو إلى خطط تسبقها). | وزراء بما في ذلك وزير الانسحاب دومينيك راب ووزير العمل والمعاشات إستير ماكفاي استقال احتجاجا على اتفاق سحب الحكومة المقترحة (أو إلى خطط تسبقها). | وزراء بما في ذلك وزير الانسحاب دومينيك راب ووزير العمل والمعاشات إستير ماكفاي استقال احتجاجا على اتفاق سحب الحكومة المقترحة (أو إلى خطط تسبقها). |
| 26-27 نوفمبر 2018        | 42% | 48% | 11% | 6% | 1,737 | يوغوف | أونلاين | |
| 19-20 نوفمبر 2018        | 41% | 47% | 12% | 6% | 1,647 | يوغوف | أونلاين | |
| 15 نوفمبر 2018           | 40% | 47% | 12% | 7% | 1,311 | يوغوف | أونلاين | |
| 14 نوفمبر 2018           | وافق مجلس الوزراء في المملكة المتحدة على مشروع اتفاقية سحب جديد.                                                                                 | وافق مجلس الوزراء في المملكة المتحدة على مشروع اتفاقية سحب جديد.                                                                                 | وافق مجلس الوزراء في المملكة المتحدة على مشروع اتفاقية سحب جديد.                                                                                 | وافق مجلس الوزراء في المملكة المتحدة على مشروع اتفاقية سحب جديد.                                                                                 | وافق مجلس الوزراء في المملكة المتحدة على مشروع اتفاقية سحب جديد.                                                                                 | وافق مجلس الوزراء في المملكة المتحدة على مشروع اتفاقية سحب جديد.                                                                                 | وافق مجلس الوزراء في المملكة المتحدة على مشروع اتفاقية سحب جديد.                                                                                 | وافق مجلس الوزراء في المملكة المتحدة على مشروع اتفاقية سحب جديد.                                                                                 |
| 4-5 نوفمبر 2018          | 41% | 45% | 14% | 4% | 1,637 | يوغوف | أونلاين | |
| 22-23 أكتوبر 2018        | 41% | 47% | 12% | 6% | 1,802 | يوغوف | أونلاين | |
| 18-19 أكتوبر 2018        | 41% | 47% | 12% | 6% | 2,158 | يوغوف | أونلاين | |
| 8-9 أكتوبر 2018          | 40% | 47% | 13% | 7% | 1,647 | يوغوف | أونلاين | |
| 3-4 أكتوبر 2018          | 42% | 46% | 12% | 4% | 1,746 | يوغوف | أونلاين | |
| 30 سبتمبر-1 أكتوبر 2018  | 42% | 47% | 11% | 5% | 1,607 | يوغوف | أونلاين | |
| 21-22 سبتمبر 2018        | 42% | 46% | 12% | 4% | 1,643 | يوغوف | أونلاين | |
| 18-19 سبتمبر 2018        | 40% | 47% | 12% | 7% | 2,509 | يوغوف | أونلاين | |
| 4-5 سبتمبر 2018          | 43% | 46% | 11% | 3% | 1,628 | يوغوف | أونلاين | |
| 3-4 سبتمبر 2018          | 42% | 48% | 11% | 6% | 1,883 | يوغوف | أونلاين | |
| 28-29 أغسطس 2018         | 42% | 47% | 11% | 5% | 1,664 | يوغوف | أونلاين | |
| 20-21 أغسطس 2018         | 41% | 47% | 12% | 6% | 1,697 | يوغوف | أونلاين | |
| 13-14 أغسطس 2018         | 43% | 45% | 12% | 2% | 1,660 | يوغوف | أونلاين | |
| 8-9 أغسطس 2018           | 42% | 45% | 13% | 3% | 1,675 | يوغوف | أونلاين | |
| 22-23 يوليو 2018         | 42% | 46% | 12% | 4% | 1,650 | يوغوف | أونلاين | |
| 16-17 يوليو 2018         | 42% | 47% | 12% | 5% | 1,657 | يوغوف | أونلاين | |
| 10-11 يوليو 2018         | 41% | 46% | 12% | 5% | 1,732 | يوغوف | أونلاين | |
| 8-9 يوليو 2018           | وزير الخروج البريطاني ديفيد ديفيس ووزير الخارجية بوريس جونسون يستقيلان.                                                                          | وزير الخروج البريطاني ديفيد ديفيس ووزير الخارجية بوريس جونسون يستقيلان.                                                                          | وزير الخروج البريطاني ديفيد ديفيس ووزير الخارجية بوريس جونسون يستقيلان.                                                                          | وزير الخروج البريطاني ديفيد ديفيس ووزير الخارجية بوريس جونسون يستقيلان.                                                                          | وزير الخروج البريطاني ديفيد ديفيس ووزير الخارجية بوريس جونسون يستقيلان.                                                                          | وزير الخروج البريطاني ديفيد ديفيس ووزير الخارجية بوريس جونسون يستقيلان.                                                                          | وزير الخروج البريطاني ديفيد ديفيس ووزير الخارجية بوريس جونسون يستقيلان.                                                                          | وزير الخروج البريطاني ديفيد ديفيس ووزير الخارجية بوريس جونسون يستقيلان.                                                                          |
| 8-9 يوليو 2018           | 42% | 46% | 12% | 4% | 1,669 | يوغوف | أونلاين | |
| 5-8 يوليو 2018           | 76% | 21% | 2% | 55% | 966 | يوغوف | أونلاين | أعضاء حزب المحافظين |
| 6 يوليو 2018             | مجلس الوزراء في المملكة المتحدة يوافق على بيان خطة لعبة الداما الذي يحدد مقترحًا حول العلاقة المستقبلية بين المملكة المتحدة والاتحاد الأوروبي.    | مجلس الوزراء في المملكة المتحدة يوافق على بيان خطة لعبة الداما الذي يحدد مقترحًا حول العلاقة المستقبلية بين المملكة المتحدة والاتحاد الأوروبي.    | مجلس الوزراء في المملكة المتحدة يوافق على بيان خطة لعبة الداما الذي يحدد مقترحًا حول العلاقة المستقبلية بين المملكة المتحدة والاتحاد الأوروبي.    | مجلس الوزراء في المملكة المتحدة يوافق على بيان خطة لعبة الداما الذي يحدد مقترحًا حول العلاقة المستقبلية بين المملكة المتحدة والاتحاد الأوروبي.    | مجلس الوزراء في المملكة المتحدة يوافق على بيان خطة لعبة الداما الذي يحدد مقترحًا حول العلاقة المستقبلية بين المملكة المتحدة والاتحاد الأوروبي.    | مجلس الوزراء في المملكة المتحدة يوافق على بيان خطة لعبة الداما الذي يحدد مقترحًا حول العلاقة المستقبلية بين المملكة المتحدة والاتحاد الأوروبي.    | مجلس الوزراء في المملكة المتحدة يوافق على بيان خطة لعبة الداما الذي يحدد مقترحًا حول العلاقة المستقبلية بين المملكة المتحدة والاتحاد الأوروبي.    | مجلس الوزراء في المملكة المتحدة يوافق على بيان خطة لعبة الداما الذي يحدد مقترحًا حول العلاقة المستقبلية بين المملكة المتحدة والاتحاد الأوروبي.    |
| 3-4 يوليو 2018           | 41% | 46% | 13% | 5% | 1,641 | يوغوف | أونلاين | |
| 25-26 يونيو 2018         | 43% | 46% | 11% | 3% | 1,645 | يوغوف | أونلاين | |
| 19-20 يونيو 2018         | 44% | 45% | 11% | 1% | 1,663 | يوغوف | أونلاين | |
| 18-19 يونيو 2018         | 43% | 44% | 13% | 1% | 1,606 | يوغوف | أونلاين | |
| 11-12 يونيو 2018         | 43% | 46% | 12% | 3% | 1,638 | يوغوف | أونلاين | |
| 4-5 يونيو 2018           | 44% | 44% | 13% | 0% | 1,619 | يوغوف | أونلاين | |
| 28-29 مايو 2018          | 40% | 47% | 13% | 7% | 1,670 | يوغوف | أونلاين | |
| 20-21 مايو 2018          | 43% | 44% | 13% | 1% | 1,660 | يوغوف | أونلاين | |
| 13-14 مايو 2018          | 44% | 45% | 12% | 1% | 1,634 | يوغوف | أونلاين | |
| 8-9 مايو 2018            | 43% | 45% | 12% | 2% | 1,648 | يوغوف | أونلاين | |
| 30 أبريل-1 مايو 2018     | 42% | 47% | 11% | 5% | 1,585 | يوغوف | أونلاين | |
| 24-25 أبريل 2018         | 42% | 45% | 13% | 3% | 1,668 | يوغوف | أونلاين | |
| 16-17 أبريل 2018         | 42% | 45% | 13% | 3% | 1,631 | يوغوف | أونلاين | |
| 9-10 أبريل 2018          | 42% | 46% | 12% | 4% | 1,639 | يوغوف | أونلاين | |
| 26-27 مارس 2018          | 42% | 45% | 13% | 3% | 1,659 | يوغوف | أونلاين | |
| 5-6 مارس 2018            | 43% | 45% | 12% | 2% | 1,641 | يوغوف | أونلاين | |
| 2 مارس 2018              | تحدثت تيريزا ماي عن خطاب مانشن هاوس الذي حددت فيه سياسة حكومة المملكة المتحدة بشأن العلاقة المستقبلية بين المملكة المتحدة والاتحاد الأوروبي.     | تحدثت تيريزا ماي عن خطاب مانشن هاوس الذي حددت فيه سياسة حكومة المملكة المتحدة بشأن العلاقة المستقبلية بين المملكة المتحدة والاتحاد الأوروبي.     | تحدثت تيريزا ماي عن خطاب مانشن هاوس الذي حددت فيه سياسة حكومة المملكة المتحدة بشأن العلاقة المستقبلية بين المملكة المتحدة والاتحاد الأوروبي.     | تحدثت تيريزا ماي عن خطاب مانشن هاوس الذي حددت فيه سياسة حكومة المملكة المتحدة بشأن العلاقة المستقبلية بين المملكة المتحدة والاتحاد الأوروبي.     | تحدثت تيريزا ماي عن خطاب مانشن هاوس الذي حددت فيه سياسة حكومة المملكة المتحدة بشأن العلاقة المستقبلية بين المملكة المتحدة والاتحاد الأوروبي.     | تحدثت تيريزا ماي عن خطاب مانشن هاوس الذي حددت فيه سياسة حكومة المملكة المتحدة بشأن العلاقة المستقبلية بين المملكة المتحدة والاتحاد الأوروبي.     | تحدثت تيريزا ماي عن خطاب مانشن هاوس الذي حددت فيه سياسة حكومة المملكة المتحدة بشأن العلاقة المستقبلية بين المملكة المتحدة والاتحاد الأوروبي.     | تحدثت تيريزا ماي عن خطاب مانشن هاوس الذي حددت فيه سياسة حكومة المملكة المتحدة بشأن العلاقة المستقبلية بين المملكة المتحدة والاتحاد الأوروبي.     |
| 26-27 فبراير 2018        | 44% | 45% | 11% | 1% | 1,622 | يوغوف | أونلاين | |
| 19-20 فبراير 2018        | 42% | 45% | 12% | 3% | 1,650 | يوغوف | أونلاين | |
| 12-13 فبراير 2018        | 42% | 46% | 12% | 4% | 1,639 | يوغوف | أونلاين | |
| 5-6 فبراير 2018          | 43% | 44% | 13% | 1% | 2,000 | يوغوف | أونلاين | |
| 28-29 يناير 2018         | 40% | 46% | 14% | 6% | 1,669 | يوغوف | أونلاين | |
| 16-17 يناير 2018         | 45% | 44% | 12% | 1% | 1,672 | يوغوف | أونلاين | |
| 7-8 يناير 2018           | 42% | 46% | 12% | 4% | 1,663 | يوغوف | أونلاين | |
| 19-20 ديسمبر 2017        | 42% | 45% | 12% | 3% | 1,610 | يوغوف | أونلاين | |
| 15 ديسمبر 2017           | يقرر المجلس الأوروبي الشروع في المرحلة الثانية من مفاوضات الانسحاب.                                                                              | يقرر المجلس الأوروبي الشروع في المرحلة الثانية من مفاوضات الانسحاب.                                                                              | يقرر المجلس الأوروبي الشروع في المرحلة الثانية من مفاوضات الانسحاب.                                                                              | يقرر المجلس الأوروبي الشروع في المرحلة الثانية من مفاوضات الانسحاب.                                                                              | يقرر المجلس الأوروبي الشروع في المرحلة الثانية من مفاوضات الانسحاب.                                                                              | يقرر المجلس الأوروبي الشروع في المرحلة الثانية من مفاوضات الانسحاب.                                                                              | يقرر المجلس الأوروبي الشروع في المرحلة الثانية من مفاوضات الانسحاب.                                                                              | يقرر المجلس الأوروبي الشروع في المرحلة الثانية من مفاوضات الانسحاب.                                                                              |
| 10-11 Dec 2017           | 44% | 45% | 11% | 1% | 1,680 | يوغوف | أونلاين | |
| 4-5 ديسمبر 2017          | 42% | 45% | 13% | 3% | 1,638 | يوغوف | أونلاين | |
| 7-8 نوفمبر 2017          | 42% | 46% | 12% | 4% | 2,012 | يوغوف | أونلاين | |
| 23-24 أكتوبر 2017        | 43% | 45% | 12% | 2% | 1,637 | يوغوف | أونلاين | |
| 18-19 أكتوبر 2017        | 42% | 45% | 14% | 3% | 1,648 | يوغوف | أونلاين | |
| 10-11 أكتوبر 2017        | 42% | 47% | 11% | 5% | 1,680 | يوغوف | أونلاين | |
| 22-24 سبتمبر 2017        | 44% | 45% | 11% | 1% | 1,716 | يوغوف | أونلاين | |
| 22 سبتمبر 2017           | تيريزا ماي تحاول من خلال خطاب فلورنسا "حلحلة" مفاوضات الانسحاب.                                                                                  | تيريزا ماي تحاول من خلال خطاب فلورنسا "حلحلة" مفاوضات الانسحاب.                                                                                  | تيريزا ماي تحاول من خلال خطاب فلورنسا "حلحلة" مفاوضات الانسحاب.                                                                                  | تيريزا ماي تحاول من خلال خطاب فلورنسا "حلحلة" مفاوضات الانسحاب.                                                                                  | تيريزا ماي تحاول من خلال خطاب فلورنسا "حلحلة" مفاوضات الانسحاب.                                                                                  | تيريزا ماي تحاول من خلال خطاب فلورنسا "حلحلة" مفاوضات الانسحاب.                                                                                  | تيريزا ماي تحاول من خلال خطاب فلورنسا "حلحلة" مفاوضات الانسحاب.                                                                                  | تيريزا ماي تحاول من خلال خطاب فلورنسا "حلحلة" مفاوضات الانسحاب.                                                                                  |
| 30-31 أغسطس 2017         | 44% | 44% | 12% | 0% | 1,658 | يوغوف | أونلاين | |
| 21-22 أغسطس 2017         | 43% | 45% | 11% | 2% | 1,664 | يوغوف | أونلاين | |
| 31 يوليو-1 أغسطس 2017    | 45% | 45% | 10% | 0% | 1,665 | يوغوف | أونلاين | |
| 18-19 يوليو 2017         | 43% | 43% | 14% | 0% | 1,593 | يوغوف | أونلاين | |
| 10-11 يوليو 2017         | 45% | 43% | 12% | 2% | 1,700 | يوغوف | أونلاين | |
| 21-22 يونيو 2017         | 44% | 45% | 11% | 1% | 1,670 | يوغوف | أونلاين | |
| 19 يونيو 2017            | بداية مفاوضات الانسحاب. | بداية مفاوضات الانسحاب. | بداية مفاوضات الانسحاب. | بداية مفاوضات الانسحاب. | بداية مفاوضات الانسحاب. | بداية مفاوضات الانسحاب. | بداية مفاوضات الانسحاب. | بداية مفاوضات الانسحاب. |
| 12-13 يونيو 2017         | 44% | 45% | 11% | 1% | 1,651 | يوغوف | أونلاين | |
| 8 يونيو 2017             | الانتخابات التشريعية البريطانية 2017 | الانتخابات التشريعية البريطانية 2017 | الانتخابات التشريعية البريطانية 2017 | الانتخابات التشريعية البريطانية 2017 | الانتخابات التشريعية البريطانية 2017 | الانتخابات التشريعية البريطانية 2017 | الانتخابات التشريعية البريطانية 2017 | الانتخابات التشريعية البريطانية 2017 |
| 5-7 Jun 2017             | 45% | 45% | 10% | 0% | 2,130 | يوغوف | أونلاين | |
| 30-31 مايو 2017          | 44% | 45% | 11% | 1% | 1,875 | يوغوف | أونلاين | |
| 24-25 مايو 2017          | 46% | 43% | 11% | 3% | 2,052 | يوغوف | أونلاين | |
| 16-17 مايو 2017          | 46% | 43% | 11% | 3% | 1,861 | يوغوف | أونلاين | |
| 3-14 مايو 2017           | 45% | 41% | 14% | 4% | 1,952 | جي إف كيه | أونلاين | |
| 9-10 مايو 2017           | 44% | 45% | 11% | 1% | 1,651 | يوغوف | أونلاين | |
| 2-3 مايو 2017            | 46% | 43% | 11% | 3% | 2,066 | يوغوف | أونلاين | |
| 25-26 أبريل 2017         | 43% | 45% | 12% | 2% | 1,590 | يوغوف | أونلاين | |
| 20-21 أبريل 2017         | 44% | 44% | 12% | 0% | 1,590 | يوغوف | أونلاين | |
| 18-19 أبريل 2017         | 46% | 43% | 11% | 3% | 1,727 | يوغوف | أونلاين | |
| 12-13 أبريل 2017         | 45% | 43% | 12% | 2% | 2,069 | يوغوف | أونلاين | |
| 5-6 أبريل 2017           | 46% | 42% | 11% | 4% | 1,651 | يوغوف | أونلاين | |
| 29 مارس 2017             | المملكة المتحدة تستدعي المادة 50. | المملكة المتحدة تستدعي المادة 50. | المملكة المتحدة تستدعي المادة 50. | المملكة المتحدة تستدعي المادة 50. | المملكة المتحدة تستدعي المادة 50. | المملكة المتحدة تستدعي المادة 50. | المملكة المتحدة تستدعي المادة 50. | المملكة المتحدة تستدعي المادة 50. |
| 26-27 مارس 2017          | 44% | 43% | 13% | 1% | 1,957 | يوغوف | أونلاين | |
| 20-21 مارس 2017          | 44% | 44% | 12% | 0% | 1,627 | يوغوف | أونلاين | |
| 1-15 مارس 2017           | 46% | 41% | 13% | 5% | 1,938 | جي إف كيه | أونلاين | |
| 13-14 مارس 2017          | 44% | 42% | 15% | 2% | 1,631 | يوغوف | أونلاين | |
| 10-14 مارس 2017          | 49% | 41% | 10% | 8% | 2,003 | رأي | أونلاين | |
| 27-28 فبراير 2017        | 45% | 44% | 11% | 1% | 1,666 | يوغوف | أونلاين | |
| 21-22 فبراير 2017        | 45% | 45% | 10% | 0% | 2,060 | يوغوف | أونلاين | |
| 12-13 فبراير 2017        | 46% | 42% | 12% | 4% | 2,052 | يوغوف | أونلاين | |
| 30-31 يناير 2017         | 45% | 42% | 12% | 3% | 1,705 | يوغوف | أونلاين | |
| 17-18 يناير 2017         | 46% | 42% | 12% | 4% | 1,654 | يوغوف | أونلاين | |
| 17 يناير 2017            | تحدثت تيريزا ماي عن خطاب لانكستر هاوس موضحة أولويات التفاوض للحكومة البريطانية.                                                                  | تحدثت تيريزا ماي عن خطاب لانكستر هاوس موضحة أولويات التفاوض للحكومة البريطانية.                                                                  | تحدثت تيريزا ماي عن خطاب لانكستر هاوس موضحة أولويات التفاوض للحكومة البريطانية.                                                                  | تحدثت تيريزا ماي عن خطاب لانكستر هاوس موضحة أولويات التفاوض للحكومة البريطانية.                                                                  | تحدثت تيريزا ماي عن خطاب لانكستر هاوس موضحة أولويات التفاوض للحكومة البريطانية.                                                                  | تحدثت تيريزا ماي عن خطاب لانكستر هاوس موضحة أولويات التفاوض للحكومة البريطانية.                                                                  | تحدثت تيريزا ماي عن خطاب لانكستر هاوس موضحة أولويات التفاوض للحكومة البريطانية.                                                                  | تحدثت تيريزا ماي عن خطاب لانكستر هاوس موضحة أولويات التفاوض للحكومة البريطانية.                                                                  |
| 9-12 يناير 2017          | 52% | 39% | 9% | 13% | 2,005 | رأي | أونلاين | |
| 9-10 يناير 2017          | 46% | 42% | 12% | 4% | 1,660 | يوغوف | أونلاين | |
| 3-4 يناير 2017           | 45% | 44% | 11% | 1% | 1,740 | يوغوف | أونلاين | |
| 18-19 ديسمبر 2016        | 44% | 44% | 12% | 0% | 1,595 | يوغوف | أونلاين | |
| 4-5 ديسمبر 2016          | 44% | 42% | 14% | 2% | 1,667 | يوغوف | أونلاين | |
| 28-29 نوفمبر 2016        | 44% | 45% | 11% | 1% | 1,624 | يوغوف | أونلاين | |
| 14-15 نوفمبر 2016        | 46% | 43% | 11% | 3% | 1,717 | يوغوف | أونلاين | |
| 19-20 أكتوبر 2016        | 45% | 44% | 11% | 1% | 1,608 | يوغوف | أونلاين | |
| 11-12 أكتوبر 2016        | 45% | 44% | 11% | 1% | 1,669 | يوغوف | أونلاين | |
| 2 أكتوبر 2016            | ألقت تيريزا ماي خطابًا لمؤتمر حزب المحافظين معلنة عن نيتها الاحتجاج بالمادة 50 بحلول 31 مارس 2017.                                                | ألقت تيريزا ماي خطابًا لمؤتمر حزب المحافظين معلنة عن نيتها الاحتجاج بالمادة 50 بحلول 31 مارس 2017.                                                | ألقت تيريزا ماي خطابًا لمؤتمر حزب المحافظين معلنة عن نيتها الاحتجاج بالمادة 50 بحلول 31 مارس 2017.                                                | ألقت تيريزا ماي خطابًا لمؤتمر حزب المحافظين معلنة عن نيتها الاحتجاج بالمادة 50 بحلول 31 مارس 2017.                                                | ألقت تيريزا ماي خطابًا لمؤتمر حزب المحافظين معلنة عن نيتها الاحتجاج بالمادة 50 بحلول 31 مارس 2017.                                                | ألقت تيريزا ماي خطابًا لمؤتمر حزب المحافظين معلنة عن نيتها الاحتجاج بالمادة 50 بحلول 31 مارس 2017.                                                | ألقت تيريزا ماي خطابًا لمؤتمر حزب المحافظين معلنة عن نيتها الاحتجاج بالمادة 50 بحلول 31 مارس 2017.                                                | ألقت تيريزا ماي خطابًا لمؤتمر حزب المحافظين معلنة عن نيتها الاحتجاج بالمادة 50 بحلول 31 مارس 2017.                                                |
| 13-14 سبتمبر 2016        | 46% | 44% | 10% | 2% | 1,732 | يوغوف | أونلاين | |
| 30-31 أغسطس 2016         | 47% | 44% | 9% | 3% | 1,687 | يوغوف | أونلاين | |
| 22-23 أغسطس 2016         | 45% | 43% | 12% | 2% | 1,660 | يوغوف | أونلاين | |
| 16-17 أغسطس 2016         | 46% | 43% | 11% | 3% | 1,677 | يوغوف | أونلاين | |
| 8-9 أغسطس 2016           | 45% | 44% | 12% | 1% | 1,692 | يوغوف | أونلاين | |
| 1-2 أغسطس 2016           | 46% | 42% | 12% | 4% | 1,722 | يوغوف | أونلاين | |
| 13 يوليو 2016            | تيريزا ماي تصبح رئيس وزراء المملكة المتحدة | تيريزا ماي تصبح رئيس وزراء المملكة المتحدة | تيريزا ماي تصبح رئيس وزراء المملكة المتحدة | تيريزا ماي تصبح رئيس وزراء المملكة المتحدة | تيريزا ماي تصبح رئيس وزراء المملكة المتحدة | تيريزا ماي تصبح رئيس وزراء المملكة المتحدة | تيريزا ماي تصبح رئيس وزراء المملكة المتحدة | تيريزا ماي تصبح رئيس وزراء المملكة المتحدة |